# Perchtoldsdorf
Perchtoldsdorf ist eine Marktgemeinde mit 14.960 Einwohnern (Stand 1. Jänner 2025) im Bezirk Mödling in Niederösterreich und einer der zahlreichen Weinorte im Umkreis von Wien. Umgangssprachlich wird Perchtoldsdorf auch als Petersdorf oder als P’dorf bezeichnet.

## Geografie
Perchtoldsdorf liegt an der südlichen Stadtgrenze von Wien. Im Westen grenzt die Marktgemeinde an den Wienerwald. Nach der Bezirkshauptstadt Mödling ist sie der größte Ort des Bezirkes Mödling.

### Naturpark Föhrenberge, Perchtoldsdorfer Heide
Der Westen von Perchtoldsdorf besteht aus dem Naturpark Föhrenberge, der ein beliebtes Naherholungsgebiet für die Wiener Bevölkerung ist und mit dem Franz-Ferdinand-Schutzhaus auf dem Parapluieberg, der Teufelstein-Hütte und der Kammersteinerhütte auch mehrere Gaststätten aufweist. Zum Naturpark gehört die Perchtoldsdorfer Heide, ein Trockenrasenbereich mit seltenen Tieren und Pflanzen. Dieser Bereich war bis in die 1960er-Jahre als Weideland und durch mehrere Steinbrüche genutzt. Er war eines der ersten Wintersportgebiete im Raum von Wien (1910 wurden bereits Benützungsgebühren für Rodler eingehoben, was zu entsprechenden Protesten führte). Im Bereich des Saugrabens fanden von 1955 bis 1960 auch Motocross-Rennen statt. Die „Rablhütte“, ein in den 1920er-Jahren entstandenes Gasthaus am Westrand der Heide wurde zur Vermeidung von Bauspekulationen von der Gemeinde Perchtoldsdorf erworben und 1986 abgebrochen.

### Tirolerhof
Der Tirolerhof ist ein Siedlungsgebiet im Südwesten von Perchtoldsdorf. Es befindet sich auf dem Gebiet des früheren gleichnamigen Landgutes. Dieses Landgut war 1877 von Herrenhaus-Mitglied Anton Haßlwanter, der aus Tirol stammte, so benannt worden. Zu seiner Zeit wurden dort auch „Tirolerabende“ mit Jodelgesang veranstaltet. Ab 1884 war Besitzer Alfred Fürst Wrede. Er und Lothar Ritter von Neuhauser betrieben am Landgut eine Molkerei, die für ihr Obers bekannt wurde. Dadurch wurde der Tirolerhof auch namensgebend für ein Innenstadtkaffeehaus in Wien, Führichgasse. Später gehörte das ca. 50 ha große Landgut zur Familie Esterházy. Das Landgut wurde nach 1945 aufgelassen. Das Gebiet lag zunächst in der Gemeinde Kaltenleutgeben auf dem Gebiet des Melker Waldes und wurde erst 1956 mit seinem größten Teil an Perchtoldsdorf angeschlossen. Die Bausparkasse Wüstenrot förderte ab 1952 den Bau von Eigenheimen auf den preislich günstigen Grundstücken, die damals noch (als Teil des 25. Bezirkes von Groß-Wien) zur russischen Besatzungszone gehörten. Die Grundstückseinteilung beruhte teilweise noch auf Planungen für Heime der Landarbeiter des Landgutes. Die Siedlung hatte nur geringe Infrastruktur. So beruhte die Wasserversorgung anfangs auf den Zisternen des alten Landgutes, eine Autobusverbindung bestand nur dreimal täglich. Die Siedlung umfasste ursprünglich nur 15 Häuser und erweiterte sich in den folgenden Jahrzehnten, nicht zuletzt aufgrund der steigenden Motorisierung, auf fast 300 Häuser. Das Konzept zur „autolosen Gartenstadt“ mit Standard-Haustypen am Tirolerhof stammte vom Planer Theodor Schöll.
Zu Jahresbeginn 2012 führten Perchtoldsdorf und Kaltenleutgeben einen Gebietstausch in der Größe von 58 Hektar durch, wodurch sich die Gemeindegrenzen etwas verschoben und die Gemeinde nun im Südwesten ein kurzes Stück an die Katastralgemeinde Weissenbach der Gemeinde Hinterbrühl grenzt. Einige Grundstücke der mittlerweile stark angewachsenen Tirolerhofsiedlung lagen davor noch auf Kaltenleutgebener Gebiet, obwohl die Bewohner alle Einrichtungen der Marktgemeinde Perchtoldsdorf und nicht ihrer Heimatgemeinde nutzten. Kaltenleutgeben war auf direktem Weg für sie nicht erreichbar. Perchtoldsdorf trat im Gegenzug eine ebenso große Fläche auf den Grundstücken der ehemaligen Perlmooser AG an Kaltenleutgeben ab.

### Theresienau
Im Osten der Gemeinde liegt das Gebiet des früheren adeligen Landgutes Theresienau. Es umfasst den Bereich der früheren Unteren Speich-Mühle (Spach-Mühle) am Petersbach, die in der 2. Hälfte des 18. Jahrhunderts von Johann Georg Widter erbaut wurde, der auch der Bauherr der Brauerei Schellenhof in Siebenhirten und der Waldmühle in Rodaun war. Das Gut wird seit 1866 so genannt. Der Name hat nichts mit der „Kaiserin“ Maria Theresia zu tun, sondern verweist auf Therese von Orlando, die Gattin des Gutsbesitzers Franz von Orlando, der bereits vor der Namensänderung auf dem Gutsgebiet eine Musterlandwirtschaft geführt hatte. In diesem Zusammenhang war ihm 1872 das Ritterkreuz des Franz-Josephs-Ordens verliehen worden. Der Dichter Fritz von Herzmanovsky-Orlando war mit den Gutsbesitzern verwandt. Es ist die Ansicht publiziert, dass eine der skurrilen Figuren im Roman Herzmanovsky-Orlandos „Der Gaulschreck im Rosennetz“, nämlich Baron Nadir von Semlin, auch auf Anregungen aus dem Gutsbesitz zurückgeht (es soll sich bei ihm um einen getauften Sohn des Schahs von Persien gehandelt haben, der im Rahmen seines ländlichen Refugiums bei Mödling einen Harem unterhalten und Totenköpfe gesammelt habe). Das Landgut wurde 1882 an die Familie Brenner-Felsach verkauft.

## Nachbargemeinden
|                 | Wien-Liesing                                |                  |
| Kaltenleutgeben | Kompassrose, die auf Nachbargemeinden zeigt | Brunn am Gebirge |
| Hinterbrühl     | Gießhübl                                    |                  |

## Geschichte

### Geologie

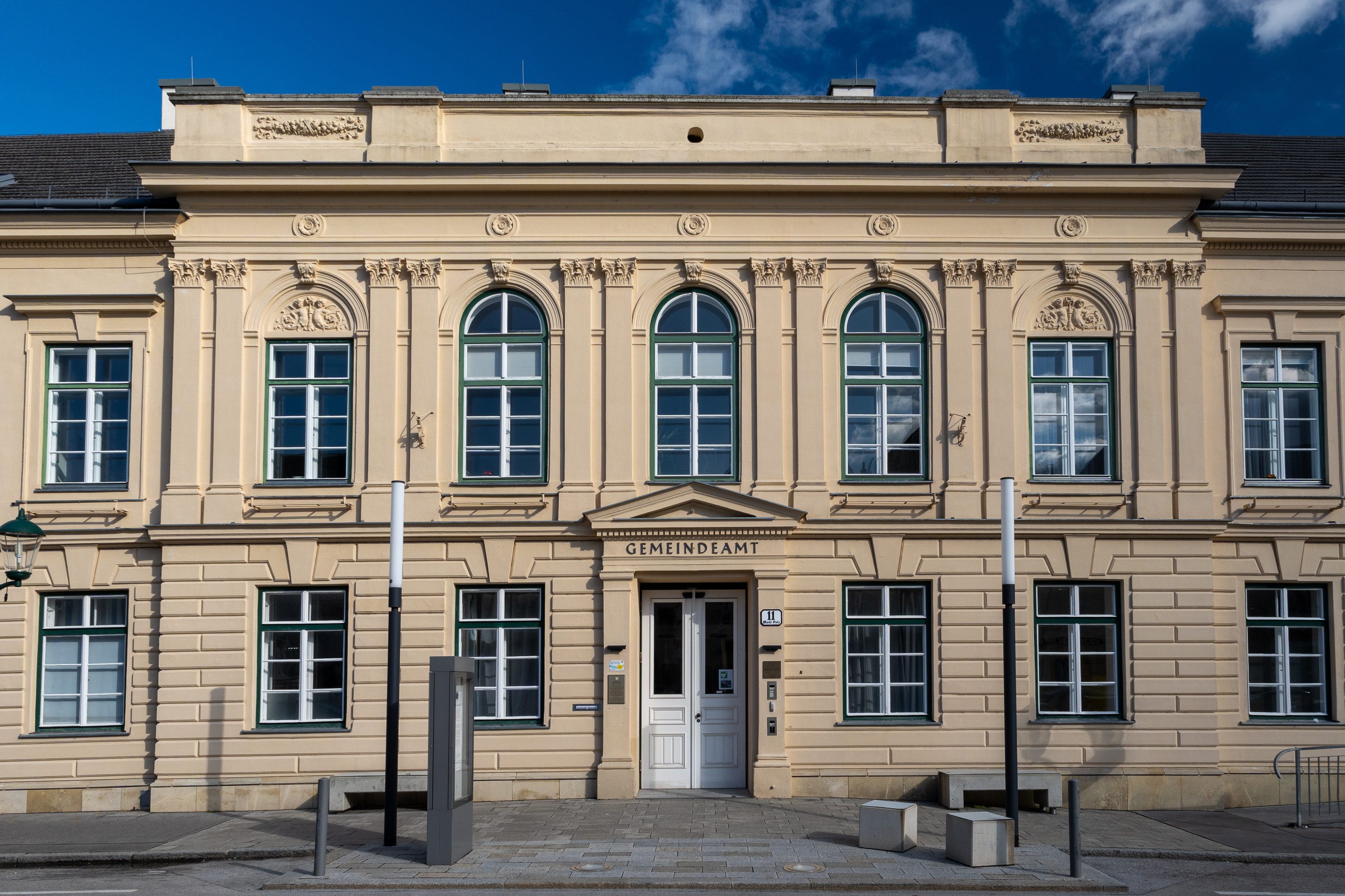
Gemeindeamt, Marktplatz 11

Der Bereich Hochstraße-Walzengasse war vor ca. 15 Mio. Jahren, in der Zeit des Badeniums im Miozän, eine Brandungsterrasse des damaligen Meeres, der Paratethys. Bei der Anlage eines Kellers wurden 1995 Versteinerungen gefunden (See-Igel, Haifischzahn und Jakobsmuschel).

### Frühe Besiedlung bis zur Römerzeit
Nach den heutigen Erkenntnissen war der ebene Teil von Perchtoldsdorf bereits 6000 vor Christus besiedelt. Archäologische Ausgrabungen belegen eine Besiedlung des Gemeindegebietes seit der Jungsteinzeit, unter anderem zwei Kreisgrabenanlagen und Gräber der Spätantike.
In einigen Publikationen wird vermutet, dass die ehemalige römische Wasserleitung zum Legionslager Vindobona u. a. aus der Quelle des Petersbaches beim früheren Zell-Bad (Herkulesquelle, Herkulesbad, heute Park beim Kulturzentrum) gespeist worden sein könnte. Konkrete Funde oder andere Belege gibt es dafür jedoch nicht.

### Mittelalter
Weitere Ausgrabungen, bei denen auch Reste einer Weinpresse gefunden wurden, belegen die wirtschaftliche Nutzung des Gebietes im Mittelalter.
Der Name Perchtoldsdorf wird 1140 das erste Mal urkundlich erwähnt. Die Besiedlung erfolgte durch die ab dem 11. Jahrhundert entstehende, bis heute bestehende, Turmburg Perchtoldsdorf aus Stein, als Teil einer Befestigungskette am Rand des Wiener Walds hin zu Ungarn. In Folge wurde die Burg mit Wall, Graben und Palisadenzaun ausgebaut und der vorgelagerte Marktplatz ebenfalls mit einer, noch heute in Teilen aus dem 13. Jahrhundert bestehenden, zusätzlichen Steinmauer umgeben. Auf der Burg Perchtoldsdorf waren zur Zeit der Babenberger die einflussreichen Herren von Perchtoldsdorf. Von wem der Name genau abstammt, ist historisch nicht belegt. Nach den Herren von Perchtoldsdorf gingen die Herrschaftsrechte im Jahr 1286 an die Habsburger über. Die Burg Perchtoldsdorf wurde ab 1340 als Witwensitz der Habsburger benutzt, der Ort nahm einen neuerlichen Aufschwung und erreichte 1400 das Marktrecht.
Als die Ungarn unter Matthias Corvinus Niederösterreich unter ihre Herrschaft brachten, war Perchtoldsdorf stark betroffen und die Besitzverhältnisse wechselten oft. Erst unter Kaiser Maximilian erholte sich der Ort wieder. Der Wehrturm wurde fertiggestellt und einige Bürgerhäuser, die heute noch bestehen, wurden damals gebaut.

### Ab dem 16. Jahrhundert
Während der ersten Wiener Türkenbelagerung 1529 wurde der Ort durch Streifscharen, die neben dem Hauptheer zogen, zwar verwüstet, die Bewohner konnten sich jedoch in der befestigten Wehrkirche verschanzen (der dazugehörige Wehrturm war erst 1521 fertiggestellt worden) und kamen so glimpflich davon. Erst in der Zeit der zweiten Wiener Türkenbelagerung 1683 wurde auch der Ort Perchtoldsdorf, der vorher schon wirtschaftlich sehr schwach war, einschließlich seiner Kirchenfestung verwüstet. Fast die gesamte Bevölkerung wurde dabei von den osmanischen Truppen ermordet (vor allem bei einem Massaker am Hauptplatz am 16. Juli 1683), verschleppt oder vertrieben. Bei einer Bevölkerung von 2000 Personen dürfte die Zahl der Opfer in der Größenordnung von 300 bis 400 Personen liegen, die anderen Bewohner hatten sich in die Wälder um die Föhrenberge westlich des Ortes geflüchtet oder waren in Gefangenschaft geraten, aus der sie erst Jahre, in Einzelfällen Jahrzehnte später zurückkehrten. Ob ein Erdwall westlich des Parapluieberges ⊙, der als Schanze bezeichnet wird, auf eine provisorische Verteidigungsanlage der Geflüchteten aus dieser Zeit zurückzuführen ist, ist nicht belegbar. Erst langsam erholte sich der Ort wieder.
Für die Zeit gegen Ende des 17. und die erste Hälfte des 18. Jahrhunderts ist in Perchtoldsdorf ein Passionsspiel mit dem Stoffkreis des verstoßenen Ismael belegt, das mit Einflüssen aus Wien in Verbindung gebracht wird (1. Buch Moses, 21. Kapitel, Verse 9 ff.). Zu Beginn des 19. Jahrhunderts wurde der vorher eher protestantische Ort sogar ein Wallfahrtsort.
1782 entstand in dem aus dem 14. Jahrhundert stammenden Gamingerhof Wiener Gasse 30–32 die Knaben-Erziehungsanstalt von Wenzel Bernardin Heeger (1740–1807). Ihre Zöglinge waren zumeist Angehörige der Wiener Gesellschaft, der bekannteste Zögling war Karl Mozart, der im Sommer 1791 zur Vorbereitung auf den Schulbesuch dort untergebracht war. Der Leiter der Anstalt beschäftigte sich intensiv mit Schmetterlingen und entdeckte, dass auch  Raupen des Mittleren Nachtpfauenauges bei ihrer Verpuppung feine strapazfähige Fäden erzeugten, aus denen sich Stoffe weben ließen. Diese Entdeckung wurde zwar anerkannt (und auch in Berlin von Heinrich Klaproth vorgestellt), blieb aber erfolglos. Heegers Familie verließ Perchtoldsdorf um 1800, das Haus wurde an die Gemeinde verkauft, die darin eine Kaserne einrichtete.
In der zweiten Hälfte des 19. Jahrhunderts wurde Perchtoldsdorf eine beliebte Sommerfrische, und es entstanden neben den Weingärten immer mehr Villen, die zum großen Teil heute noch stehen. So wurde 1860 / 1870 im Nordwesten der Gemeinde planmäßig ein Cottageviertel errichtet. Dieser Trend hielt auch im 20. Jahrhundert an.
Im Bereich des Marienplatzes bestand ab 1897 die „Perchtoldsdorfer Krystalleisfabrik“, die von Wilhelm Adolf Hanst (1846-1903) betrieben wurde. Im Unterschied zu anderen Eisfabriken, die ihr Eis im Winter auf flachen künstlichen Seen erzeugten (z. B. in Altmannsdorf), wobei kleinere Verunreinigungen nie ganz ausgeschlossen werden konnten, verwendete diese Fabrik Kältemaschinen der Firma Linde, mit denen klares Eis aus Trinkwasser erzeugt werden konnte. Das Unternehmen wurde um 1920 eingestellt. Der „Siedlerweg-Eisfabrik“ (⊙) und der Name „Siedlerverein Eisfabrik“ erinnern daran.

### 20. Jahrhundert
Mit 1. Jänner 1904 wurde Perchtoldsdorf gemeinsam mit den Gemeinden Kaltenleutgeben, Rodaun, Siebenhirten und Vösendorf, die bis dahin zum Bezirk Mödling gehört hatten, in den Bezirk Hietzing-Umgebung und in den Sprengel des neu gegründeten Bezirksgerichtes Liesing einbezogen.
Die Nahrungsmittelknappheit nach dem Ende des Ersten Weltkrieges traf die Bevölkerung schwer. Hilfe gab die ARA – „American Relief Administration“. Im Winter 1919/20 waren 70 % der Perchtoldsdorfer Kinder unterernährt, 47 % von Hautkrankheiten betroffen und bei fast 10 % bestand Verdacht auf Tuberkulose. Am 8. Juli 1919 wurde eine Ausspeisestelle der amerikanischen Hilfsmission (Child Feeding Station Perchtoldsdorf) in der Schule am Leonhardiberg eröffnet. Einer ihrer Förderer war der Kinderarzt Clemens von Pirquet. Über diese Ausspeisung wurden ca. 500 Kinder zwei Jahre lang verpflegt und ca. 300 Kinder fast drei Jahre hindurch mit Kleidern und Schuhen versehen. Schwerpunkt der Aktion war die Ausgabe eines täglichen warmen Mittagessens nach dem NEM-System.
1938 wurde Perchtoldsdorf von der nationalsozialistischen Diktatur an „Groß-Wien“ angeschlossen. 1946 einigten sich Wien und Niederösterreich darauf, dass der Ort wieder zum Land Niederösterreich gehören sollte. Ein Gebietsänderungsgesetz war bereits beschlossen. Die Sowjetunion als Besatzungsmacht verhinderte allerdings die Kundmachung dieses Gesetzes und daher dessen Inkrafttreten bis 1954. Dann wurde der 25. Bezirk Wiens, zu dem der Ort gezählt hatte, aufgelöst. Die Perchtoldsdorfer Bevölkerung nahm die Veränderung mit gemischten Gefühlen auf, es wurde die Ansicht vertreten, dass öffentliche Angelegenheiten besser im Verband der großen Gemeinde Wien erledigt werden könnten. So orientierte sich der öffentliche Nahverkehr wesentlich an dem in Wien gelegenen Bahnhof Liesing; die Kanalisation wäre weitgehend einfacher direkt in das Wiener Kanalnetz zu leiten gewesen, was später zu jahrelangen Verhandlungen und Verzögerungen führte. Im August 1954 wurde eine Volksabstimmung abgehalten, die bei einer Wahlbeteiligung von unter 60 % ein klares Votum für den Verbleib bei Wien brachte: ca. 95 % aller gültigen Stimmen waren dafür, nur ca. 5 % der Stimmen waren für eine Selbstständigkeit außerhalb Wiens. Das änderte jedoch nichts am Inkrafttreten der Gebietstrennung mit 1. September 1954.
Von Schäden im Zweiten Weltkrieg blieb Perchtoldsdorf weitgehend verschont, allerdings wurden die Orgelpfeifen und die Glocken der Pfarrkirche bis auf eine requiriert und in den letzten Kriegstagen die Fenster der südlichen Kirchenseite schwer beschädigt.
Zu Ostern 1953 wurde die Wiener Autobuslinie 28 von Liesing nach Perchtoldsdorf verlängert, nach einer anderen Quelle führte diese Linie ab 26. Februar 1951 von der (heutigen U-Bahn-)Station Meidling Hauptstraße (Lobkowitzbrücke) nach Liesing und wurde nur an Sonn- und Feiertagen ab 5. April 1953 nach Perchtoldsdorf verlängert. Diese Verlängerung wurde mit 28. Mai 1961 eingestellt. Ab 27. März 1961 hatte diese Linie die Liniennummer 64. Bereits vorher hatte ein Busverkehr der Österreichischen Bundesbahnen KÖB mit einer Linie von der Philadelphiabrücke in Wien-Meidling über Atzgersdorf zum Bahnhof Liesing nach Perchtoldsdorf bestanden, der auch weiterhin bestehen blieb (siehe Fahrpläne aus 1937). Der Osten des Perchtoldsdorfer Gebietes an der Straße nach Brunn am Gebirge wurde durch die Wiener Autobuslinie 29 erschlossen, die ab 26. Februar 1951 von der Lobkowitzbrücke über Siebenhirten zunächst nur bis Maria Enzersdorf fuhr, aber schon ab 17. Juni 1951 bis zum Skribanyplatz nach Mödling verlängert worden war. Sie erhielt mit 27. März 1961 die Liniennummer 64a. Mit 5. Dezember 1966 wurde ihre Endstelle nach Siebenhirten zurück verlegt. Die Verbindung von dort nach Mödling erfolgte durch Umsteigen in die Buslinie des Unternehmens Dr. Richard. Sowohl die Linie 64 als auch die Linie 64a blieben damit innerhalb der Wiener Stadtgrenze, ebenso wie die 1964 nur bis Rodaun verlängerte Wiener Straßenbahnlinie 60, deren Fortsetzung als Linie 360 mit 30. November 1967 eingestellt wurde. Die Verkürzung der aus Wien kommenden Linien wird auf Differenzen zwischen den Ländern Wien und Niederösterreich über deren Finanzierung zurückgeführt, es begannen sich aber auch durch die Schaffung der Wiener Schnellbahn, deren Züge teilweise bis nach Liesing und Mödling fuhren, die Verkehrsströme deutlich zu verlagern.

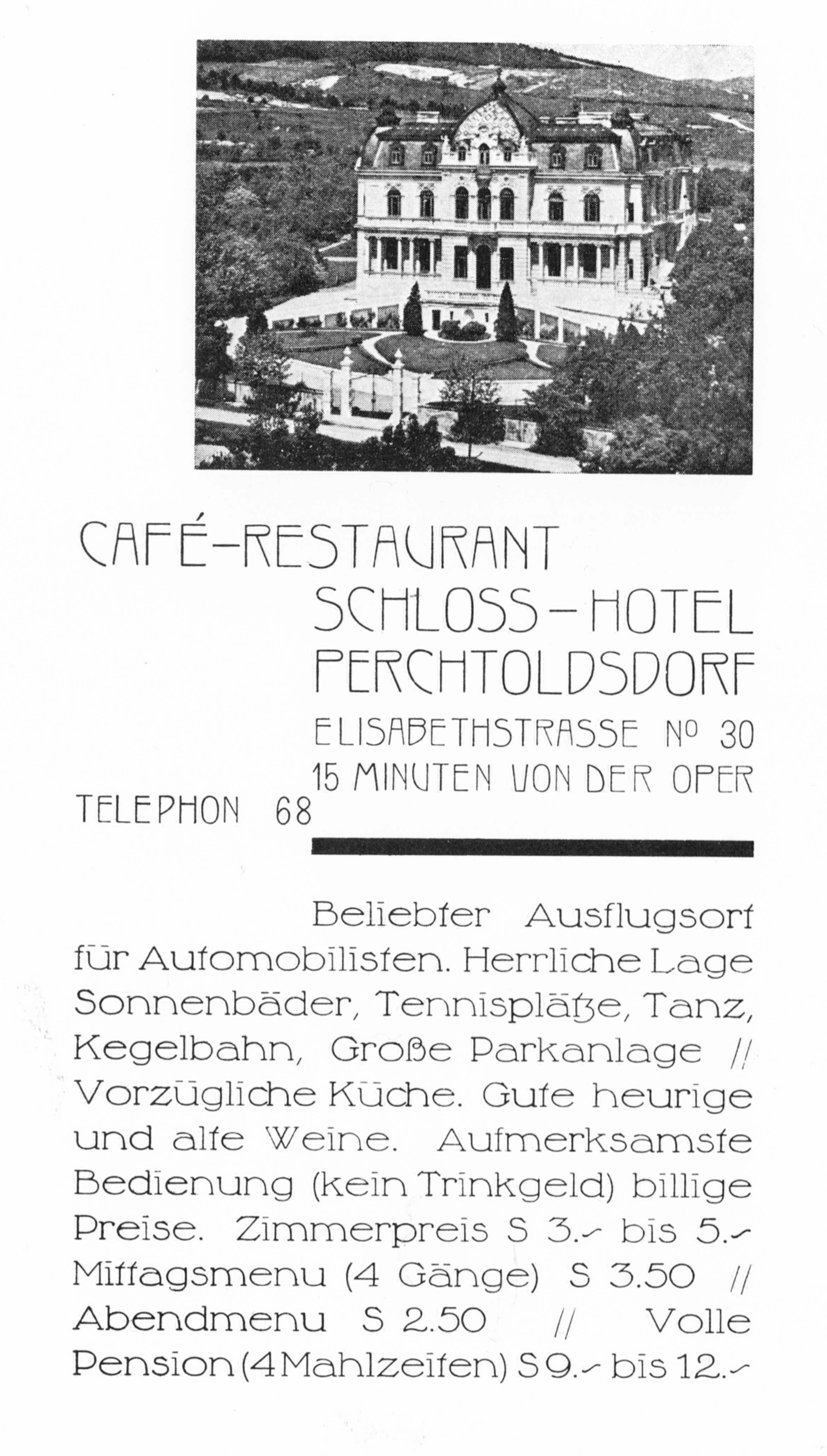
Werbeinserat für das Schlosshotel in den 1920er-Jahren (die Fahrzeit für ca. 17 km im Stadtgebiet zur Oper war auch damals nicht realistisch)

#### Schlosshotel Perchtoldsdorf, Kühnel-Villa
In der Elisabethstraße befand sich bis in die 1960er-Jahre das sogenannte „Perchtoldsdorfer Schloss“ oder die „Kühnel-Villa“. Das Gebäude wurde von Architekt Wendelin Kühnel, der mit seiner Gattin Amalie auch als Bauherr auftrat, 1899–1901 erbaut, die Gebäude umfassten auch ein Palmenhaus und eine Kegelbahn. Im Hintergrund stand die Überlegung, das Gebäude mit Unterstützung von Kaiser Franz-Joseph der Witwe seines Sohnes Rudolf, Stephanie von Belgien bzw. ihrer Tochter Elisabeth Marie als Schlossvilla anzubieten. Dazu kam es nicht: Stephanie hatte 1900 zum zweiten Mal geheiratet und lebte mit ihrem Gatten in Kalksburg. Als weiterer Ablehnungsgrund wird genannt, dass das Gebäude auf einem baumlosen Gelände stand und die Ausgestaltung zu einem Park Jahrzehnte in Anspruch genommen hätte. Das Haus wurde später nach seinem Besitzer, der mit seiner Familie bis zu seinem Tod 1926 darin wohnte, als Kühnel-Villa bezeichnet.
Danach wurde es als Hotel (Parkpension oder Schlosshotel Perchtoldsdorf) betrieben und für örtliche Veranstaltungen genutzt, so z. B. für einen „Ball der Sturmscharen“ im Februar 1935. Ein prominenter Gast in den 1930er-Jahren war der Schriftsteller Joseph Roth, der seine Gattin Friederike zu Beginn ihrer Krankheit gemeinsam mit ihrer betreuenden Psychiaterin dort wohnen ließ. Am 26. und 27. Februar 1938 wurde es bei einem Großbrand fast völlig zerstört, bei der folgenden Brandwache wurde der Feuerwehrmann Ludwig Kühn von einem einstürzenden Rauchfang erschlagen.
Nach dem Wiederaufbau wurde es von der Tochter des früheren Besitzers, Margarete Zytkiewicz, weiter als Hotel betrieben. Der Betrieb wurde als „Paradies der Wiener“ beworben, es entstanden jedoch im Lauf der Zeit massive Missstände. So gab es für 70 Betten nur ein Stubenmädchen, im verwilderten Garten wurden Ziegen gehalten, die Marktamt fand Maden in den Lebensmittelvorräten. Einer alten Frau wurden für einen zweimonatigen Aufenthalt in diesem Umfeld 14.000 Schilling (2023 ca. 9700 Euro) abgenommen. Das Hotel wurde im Volksmund als „Hungerburg“ bezeichnet; die Besitzerin wurde auch nach Anzeigen der Gäste wegen Betrugsvorwürfen verhaftet, das Strafverfahren wurde aber eingestellt. Auch ein Verfahren zur Entziehung der Konzession war erfolglos. Die Besitzerin erhielt Unterstützung durch die russische Besatzungsmacht, an die sie das Hotel vermietet hatte (die Kosten daraus mussten als Besatzungskosten von der Gemeinde, damals war das Wien, getragen werden, was zur Schuldensanierung der Hotelbesitzerin beitrug), ein Exekutionsverfahren wurde niedergeschlagen. Ein Neubeginn war für die Besitzerin nach Abzug der Besatzungsmacht nicht möglich, es folgte ein Insolvenzverfahren, in dem die Marktgemeinde das Grundstück 1962 ersteigerte.
1975 verkaufte die Marktgemeinde das Grundstück mit dem bereits ruinösen Gebäude an das Land Niederösterreich, das dort ein Pensionistenheim baute. 1980 wurde der Bau als „Beatrixheim“ eröffnet. Im Mai 2023 wurde das Heim wegen unsanierbarer Baumängel geschlossen, das Grundstück war an eine Immobiliengesellschaft verkauft worden. Die Grundstückswidmung lautete zwar auf Bauland, schränkte die Verwendung allerdings auf den Zweck eines Altersheimes ein. Der Neubau eines Heimes war 2025 beabsichtigt.

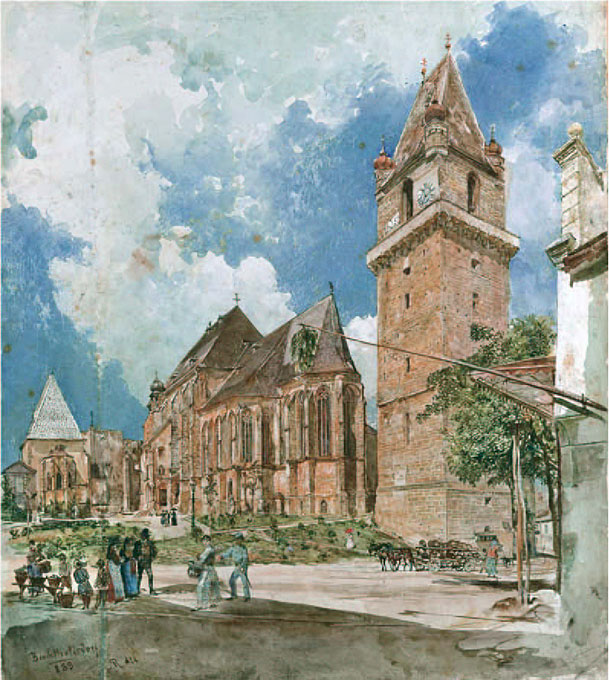
Rudolf von Alt: Pfarrkirche und Wehrturm in Perchtoldsdorf, 1883

### Bevölkerungsentwicklung
| Perchtoldsdorf: Einwohnerzahlen von 1869 bis 2025   | Perchtoldsdorf: Einwohnerzahlen von 1869 bis 2025 | Perchtoldsdorf: Einwohnerzahlen von 1869 bis 2025 | Perchtoldsdorf: Einwohnerzahlen von 1869 bis 2025 | Perchtoldsdorf: Einwohnerzahlen von 1869 bis 2025 |
| --------------------------------------------------- | ------------------------------------------------- | ------------------------------------------------- | ------------------------------------------------- | ------------------------------------------------- |
| Jahr                                                |                                                   |                                                   |                                                   | Einwohner                                         |
| 1869                                                | 1869                                              |                                                   | 3.273                                             | 3.273                                             |
| 1880                                                | 1880                                              |                                                   | 3.651                                             | 3.651                                             |
| 1890                                                | 1890                                              |                                                   | 4.248                                             | 4.248                                             |
| 1900                                                | 1900                                              |                                                   | 5.444                                             | 5.444                                             |
| 1910                                                | 1910                                              |                                                   | 6.632                                             | 6.632                                             |
| 1923                                                | 1923                                              |                                                   | 7.785                                             | 7.785                                             |
| 1934                                                | 1934                                              |                                                   | 9.497                                             | 9.497                                             |
| 1939                                                | 1939                                              |                                                   | 10.716                                            | 10.716                                            |
| 1951                                                | 1951                                              |                                                   | 11.095                                            | 11.095                                            |
| 1961                                                | 1961                                              |                                                   | 10.818                                            | 10.818                                            |
| 1971                                                | 1971                                              |                                                   | 11.486                                            | 11.486                                            |
| 1981                                                | 1981                                              |                                                   | 13.451                                            | 13.451                                            |
| 1991                                                | 1991                                              |                                                   | 14.062                                            | 14.062                                            |
| 2001                                                | 2001                                              |                                                   | 14.011                                            | 14.011                                            |
| 2011                                                | 2011                                              |                                                   | 14.531                                            | 14.531                                            |
| 2021                                                | 2021                                              |                                                   | 14.919                                            | 14.919                                            |
| 2025                                                | 2025                                              |                                                   | 14.960                                            | 14.960                                            |
| Quelle(n): Statistik Austria, Gebietsstand 1.1.2021 |                                                   |                                                   |                                                   |                                                   |

## Partnerschaft
- Donauwörth in Bayern, Deutschland (Zusammenschluss am 6. Oktober 1973)

## Wappen
Der Marktgemeinde wurde bereits 1406 das Wappen, das bis heute gültig ist, verliehen. Im rot-weiß-roten Bindenschild befindet sich die Burg mit einem Turm in der Mitte.

## Politik

### Gemeinderat

#### Sitzverteilung im Gemeinderat nach den Wahlen
- Gemeinderatswahlen in Niederösterreich 1990:  ÖVP 20, SPÖ 8, FPÖ 5, PBL 4.
- Gemeinderatswahlen in Niederösterreich 1995: ÖVP 18, SPÖ 6, FPÖ 6, PBL 4, LIF 3.[50]
- Gemeinderatswahlen in Niederösterreich 2000: ÖVP 17, SPÖ 9, FPÖ 6, PBL 3, LIF 2.[51]
- Gemeinderatswahlen in Niederösterreich 2005: ÖVP 23, SPÖ 7, GRÜNE 3, FPÖ 2, PBL 2.[52]
- Gemeinderatswahlen in Niederösterreich 2010: ÖVP 24, SPÖ 6, GRÜNE 4, FPÖ 2, PBL 1.[53]
- Gemeinderatswahlen in Niederösterreich 2015: ÖVP 23, SPÖ 4, GRÜNE 4, FPÖ 2, PBL 2, NEOS 2.[54]
- Gemeinderatswahlen in Niederösterreich 2020: ÖVP 19, GRÜNE 6, PBL 5, SPÖ 3, NEOS 2, FPÖ 1.[55]
- Wahlwiederholung am 7. Juni 2020: ÖVP 18, GRÜNE 7, PBL 5, SPÖ 3, NEOS 2, FPÖ 1.[56]
- Gemeinderatswahlen in Niederösterreich 2025: ÖVP 14, Grüne 6, NEOS 5, PBL 4, SPÖ 3, BDG 3, FPÖ 2.[57]

### Bürgermeister
- 1788–1791 Jakob Regenhart (Ortsvorsteher)
- 1792–1799 Josef Schimmer (Ortsvorsteher)

…
- 1862–1864 Felix Eibel
- 1864–1867 Franz Gaugusch
- 1868–1869 Franz Botzenhard
- 1870–1873 Anton Koholzer
- 1873–1875 Mathias Begrisch
- 1875–1877 Alois Kern
- 1877 Georg Zechmeister
- 1877–1878 Anton Guggenberger
- 1879–1882 Josef Ritter von Mülbacher
- 1882–1905 Johann Reicher
- 1905–1907 Karl Greiner
- 1907–1908 Paul Nikola (Regierungskommissär)
- 1908–1912 Josef Kollmann
- 1912–1919 Rudolf Janko
- 1919–1921 Ferdinand Gussenbauer
- 1921–1929 Rudolf Hochmayer
- 1929–1934 Anton Teschko
- 1934–1938 Franz Salzlechner
- 1945 Franz Mähring (provisorische Verwaltung)[59]
- 1945–1949 Hubert Braun (Ortsvorsteher, SPÖ)[60]
- 1949–1954 Franz Kamtner (Ortsvorsteher, ÖVP)
- 1954–1975 Franz Kamtner (ÖVP)
- 1975–1981 Siegfried Ludwig (ÖVP)
- 1981–1992 Paul Katzberger (ÖVP)
- 1992–2002 Jürgen Heiduschka (ÖVP)
- 2002–2021 Martin Schuster (ÖVP)[61]
- seit 2021 Andrea Kö (ÖVP)[62][63]

## Wirtschaft
Die gewerbliche Wirtschaft Perchtoldsdorfs war schon in älteren Zeiten sehr differenziert. Zahlenmäßig stärker vertretene Gewerbe waren zu Zünften – „Zechen“ genannt – zusammengeschlossen, wie die der Fleischer, Schuster, Bäcker, Weber, Schmiede und Binder. Ihre „Zechen“ sind schon im Mittelalter nachweisbar. Die „Zechen“ entwickelten eine gewisse Selbstverwaltung in Handwerksangelegenheiten – zur Aufbewahrung ihrer Schriftstücke und der Kasse verwendete man Truhen, von denen einige in Perchtoldsdorf erhalten geblieben sind und im Ortsmuseum, das im Wehrturm eingerichtet wurde, betrachtet werden können. Neben den Handwerkerzechen gab es nichtzünftige Gewerbe, die in Perchtoldsdorf im 18. und frühen 19. Jahrhundert ebenfalls von Bedeutung waren. Dazu zählen die Salpetererzeugung, Kattundruck, Herstellung von Dosen und Wachstuch, Kerzenfabrikation, Brauerei und Essigerzeugung.
Im Norden des Gemeindegebietes liegen im Tal von Kaltenleutgeben eine Reihe von Steinbrüchen, in denen der dort vorkommende Kalkstein gebrochen wird, aber auch (in aufgelassenen Steinbrüchen) Deponien betrieben werden bzw. wurden. Dieses Gebiet ist wegen seiner komplizierten geologischen Struktur in einer Reihe geologischer Fachpublikationen eingehend untersucht worden.
Weinbau
Perchtoldsdorf ist ein Weinort in der niederösterreichischen Thermenregion und als solcher bekannt für seine Heurigen. Der Wein gedeiht in Perchtoldsdorf deshalb so gut, weil in der Erde Löss enthalten ist.
Wein wird in Perchtoldsdorf nach traditionellen Methoden erzeugt, wobei das Holzfass aus Eichenholz (Barrique) seit 1990 eine wichtige Rolle spielt. Bei den Weinbaubetrieben handelt es sich um Klein- bis Mittelbetriebe, Großbetriebe und Winzergenossenschaften fehlen.
Industrie
Erst in den letzten Jahrzehnten haben sich im flachen östlichen Teil des Ortes auch Industriebetriebe angesiedelt. Einer der ältesten war die österreichische Niederlassung der 3M, die aber im Jänner 2014 nach Meidling übersiedelt ist. Auch andere Unternehmen, wie zum Beispiel Stihl, betreiben dort Niederlassungen, vor allem Verkaufsbüros.
In der Nähe des Perchtoldsdorfer Bahnhofs befindet sich auch die Zentrale des österreichischen Modeunternehmens Kleider Bauer. Dieses beschäftigt mehr als 1.000 Mitarbeiter in ganz Österreich.

## Infrastruktur

### Verkehr

#### Straßenverkehr
Hauptverkehrsstraßen sind die Wiener Gasse (nach Liesing), die Donauwörther Straße (nach Rodaun) und die Brunnergasse (nach Brunn am Gebirge), die Perchtoldsdorf mit den Nachbargemeinden verbinden. Die Donauwörther Straße verläuft weitgehend auf der Trasse der ehemaligen Straßenbahnlinie 360. Die ebenfalls stark befahrene Mühlgasse führt durch Siedlungsgebiet über die einzige Südbahnbrücke in Perchtoldsdorf zur Vorrangstraße B 12 (ehemalige Bundesstraße Brunner Straße) zur Autobahnauffahrt der Wiener Außenringautobahn A 21 in Brunn am Gebirge. Perchtoldsdorf selbst hat keinen Autobahnanschluss.
Die Ketzergasse an der Grenze zu Wien bildet neben einer wichtigen Zufahrtsstraße nach Perchtoldsdorf aus dem Bereich der Industrieanlagen im Süden von Wien auch eine Verbindung zu den nordwestlichen Siedlungsgebieten im 23. Wiener Gemeindebezirk und in Kaltenleutgeben. Sie wurde in den Jahren 2022/23 im stark befahrenen Bereich zwischen der Brunner Straße und der Wiener Gasse inkl. aller Einbauten für Gas- und Wasserleitungen erneuert und mit 70 neuen Bäumen als Allee gestaltet.
Außerdem gibt es mehrere Taxi-Unternehmen, die – mit Subventionen der Gemeinde – vergünstigte Fahrten im Gebiet der Ortschaft und in umliegenden Gebieten anbieten. Dies erfolgt mit der Perchtoldsdorf Karte (elektronische Version der früheren P’Card).

#### Schienenverkehr

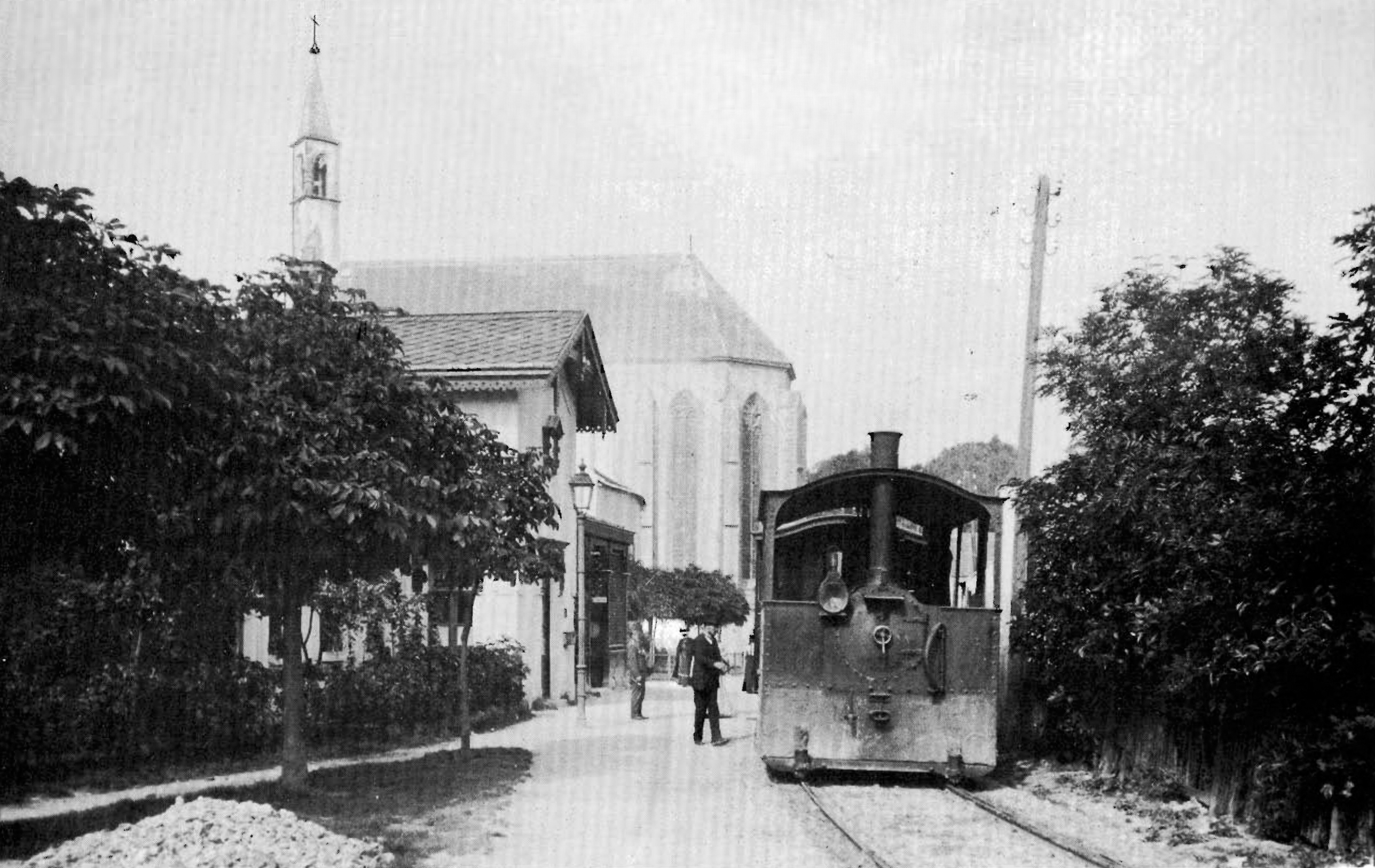
Dampftramwayzug in der Station Wienergasse (Aufnahme vor 1921)

Durch Perchtoldsdorf verläuft die Südbahn von Wien nach Wiener Neustadt. Die ursprüngliche Haltestelle Perchtoldsdorf war weitab des Ortszentrums nördlich der Straßenbrücke der Mühlgasse gelegen (siehe historische Karten), 1841 eröffnet und 1883 nach der Errichtung der Kaltenleutgebener Bahn wieder geschlossen worden. Die heutige Haltestelle Perchtoldsdorf an der Südbahn südlich der Straßenbrücke der Mühlgasse wurde erst nach dem Zweiten Weltkrieg geschaffen. An dieser Haltestelle bleiben jedoch nur Züge der S-Bahn-Linien S 2/S 3/S 4 stehen.
Die 1883 eröffnete Bahnstrecke Liesing–Kaltenleutgeben (Kaltenleutgebener Bahn) verläuft zu mehr als 80 Prozent auf Perchtoldsdorfer Gemeindegebiet (auch die ehemalige Haltestelle Rodaun). Die Bahnstrecke existiert auf Perchtoldsdorfer Gebiet noch vollständig, wurde zuletzt nur mehr für Zementtransporte genutzt. Die offizielle Stilllegung als öffentliche Eisenbahn erfolgte im Jahr 2013, die Bahn wurde danach als Anschlussbahn anerkannt, ihre Grundstücke wurden durch die Marktgemeinde Perchtoldsdorf 2015 gepachtet und 2017 erworben. Die Strecke führt nur mehr bis zum Endbahnhof Waldmühle im ehemaligen Zementwerk Lafarge Perlmooser in Kaltenleutgeben. Seit 2017 wird sie regelmäßig von Ausflugszügen befahren.

Das historische, denkmalgeschützte und relativ zentrumsnahe Bahnhofsgebäude der Bahnstrecke Liesing–Kaltenleutgeben auf Höhe Feldgasse verblieb danach über Jahrzehnte in originalem, gleichwohl schlechtem Zustand. Es wurde erst 2021 im Zusammenhang mit dem Bau eines Pensionistenheimes grundlegend renoviert. Die Gleisanlagen des Bahnhofes waren bereits in den 1990er Jahren bis auf ein Durchfahrtsgleis rückgebaut worden, alle Weichen und Nebengleise wurden entfernt.
Am nördlichen Ortsrand befindet sich an der Wiener Stadtgrenze die Endstation der Straßenbahnstrecke Hietzing–Rodaun (60). Diese Strecke, die Perchtoldsdorf mit Hietzing verband, wurde von der Dampftramway-Gesellschaft vormals Krauss & Comp. auf Basis der Konzession vom 30. Juli 1882 auszuführende Localbahn (Dampftramway) erbaut, am 18. Oktober 1883 feierlich Probe gefahren und am 27. Oktober 1883, als erste Dampftramway Österreichs, eröffnet. Bis auf Weiteres kamen täglich neun Züge in jeder Richtung zum Einsatz. Die gemäß Konzession vom 26. März 1886 bis nach Mödling weitergebaute Strecke wurde am 12. Mai 1887 dem Verkehr übergeben. Nach der Übernahme der Strecke durch die Gemeinde Wien, am 1. Jänner 1908, wurde umgehend mit der Elektrifizierung dieser sog. südlichen Linie begonnen, und schon am 7. August 1912 fuhr der letzte dampfgetriebene Zug nach Mauer. Die Strecke Mauer – Mödling wurde, kriegsbeeinflusst, bis 1921 mit Dampftramwaylokomotiven und Beiwagen betrieben. 1920 konnte die Streckenelektrifizierung in Angriff genommen und mit der Eröffnungsfeier am 27. Mai 1921 abgeschlossen werden: Die Linie trug von nun an das Signal 360 (Verstärkungszüge, die bis Perchtoldsdorf eingeschoben wurden, zeigten bis 1938 sowie von 1945 bis 1963 die Signaltafel 260). Die Linie 360/260 schloss an die Linie 60 der Wiener Verkehrsbetriebe (Wiener Linien) an. Sie begann zunächst in Mauer, ab 24. November 1963 (wegen Verlängerung der Linie 60) erst in Rodaun und verlief in Perchtoldsdorf weitgehend auf eigenem Gleiskörper außerhalb von Straßen. In den Jahren 1964 bis 1966 wurde die Linie weitgehend modernisiert; u. a. erneuerte man 1964 den an der Querung der Herzogbergstraße (südliche Gemeindegrenze) gelegenen Betriebsbahnhof Perchtoldsdorf, 1966 die gesamte Gleisanlage auf Mödlinger Boden. Noch während der Renovierungsarbeiten wurde von bevorstehender Betriebseinstellung gesprochen, zunächst mit 1. Jänner 1967, dann mit 1. Mai 1967. — Mit 30. November 1967 kam es dann wegen politischer Streitigkeiten über die Finanzierung der Linie (Niederösterreich weigerte sich, dazu beizutragen) zur Stilllegung der Straßenbahnstrecke. Nach der Einstellung der Linie wurden auf der Trasse die Donauwörther Straße und einige Wohnhäuser gebaut. Die Gleisanlagen im Bereich der 60er-Endstation waren noch 2023 sichtbar. Der Rückbau der Strecke nach 1967 wurde 2017 vom Bürgermeister Perchtoldsdorfs als schwerer Fehler bezeichnet, der im Zusammenhang mit der Kaltenleutgebener Bahn nicht wiederholt werden dürfe.

#### Autobusverkehr
Perchtoldsdorf ist mit allen Nachbargemeinden, dem Bahnhof Wien-Liesing und der U-Bahn-Station in Siebenhirten durch ein Autobusnetz verbunden (tagsüber hauptsächlich 15- bis 30-Minuten-Takt). Des Weiteren fahren ein Ortsbus sowie andere Busse das Gemeindegebiet ab.

#### Luftverkehr
Perchtoldsdorf hat keinen Flughafen. Der Ort ist vom Flughafen Wien-Schwechat mit öffentlichen Verkehrsmitteln über den Wiener Hauptbahnhof in ca. 60 bis 90 Minuten, mit PKW über die Wiener Außenring Schnellstraße in ca. 30 bis 45 Minuten zu erreichen.

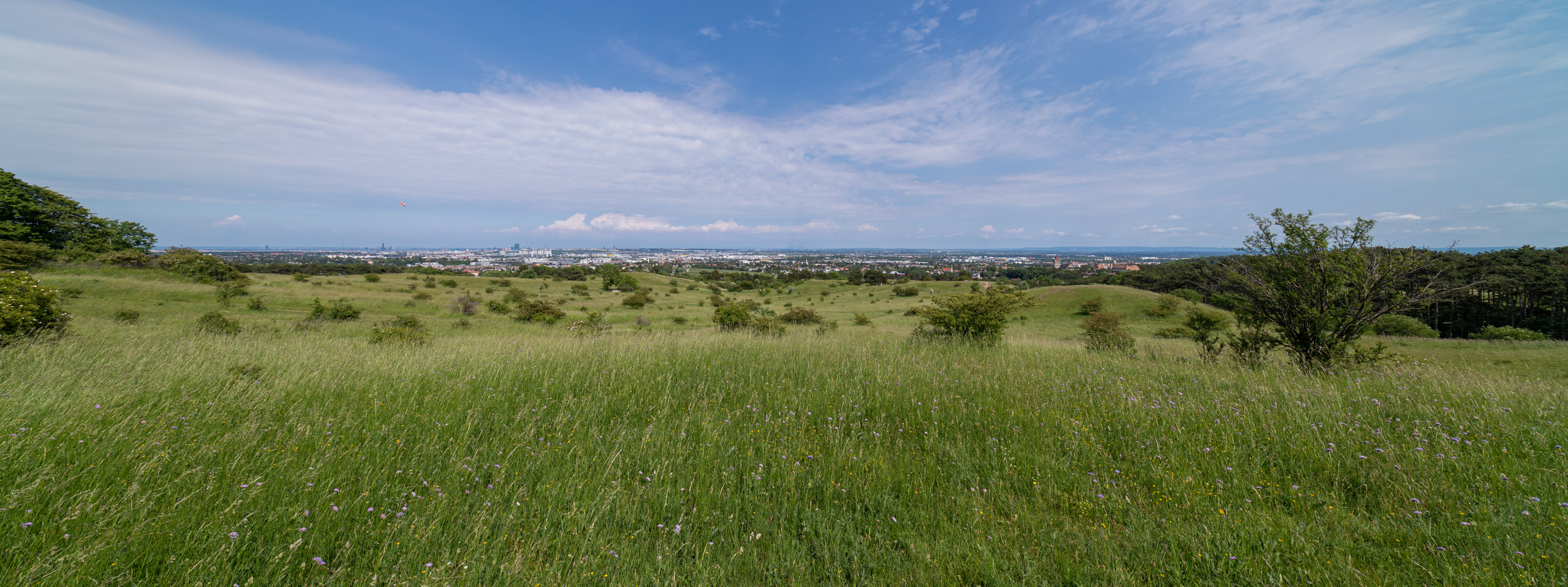
Perchtoldsdorfer Heide

#### Wanderwege
Perchtoldsdorf bietet im Westen, beginnend an der Perchtoldsdorfer Heide, ausgedehnte Wandergelegenheiten im Wienerwald an. Der Ort ist auch Ausgangspunkt von Weitwanderwegen, wie des Nordalpenwegs, eines Weitwanderwegs, der an den Bodensee führt. Weiters beginnt hier der Wiener Mariazellerweg. Der Beginn dieser Wege am oberen Ende der Hyrtlgasse ist mit einem Denkmal markiert.

### Andere Infrastruktur
Wasserversorgung
Die Wasserversorgung Perchtoldsdorf beruht einerseits auf Quellen im Gemeindegebiet, andererseits auf der Fassung von Quellen im Kaltenleutgebnertal (Prießnitz- und Vering-Quelle). Eine der Quellen im Gemeindegebiet ist die „Schwab-Quelle“ ⊙ mit einem geringen Gehalt an Mineralstoffen und einer leicht höheren Temperatur, wodurch die Quelle auch im Winter nicht einfror. Ihr Wasser wurde zum Wäschewaschen und -schwemmen benutzt, daher der Name. Seit 1907 versorgte sich die Gemeinde aus eigenen Wasservorkommen aus acht Brunnen selbst und ist nicht Mitglied eines Wasserverbandes.
Perchtoldsdorf betreibt rund 100 km langes Wasserleitungsnetz. Eine weitere Brunnenbohrung ab 2022 im Begrischpark am Leonhardiberg erwies sich als erfolgreich, das Wasser ihrer Quellen wird ab Oktober 2023 in die Ortswasserleitung eingeleitet. Eine Förderung von 2000 m³ pro Tag wurde in diesem Zusammenhang publiziert.
Durch das Stadtgebiet verläuft die I. Wiener Hochquellenleitung und hat in der Nähe des Friedhofs Rodaun auch einen Einstiegsturm, ist aber nicht mit der Wasserversorgung von Perchtoldsdorf verbunden.
Strom und Telefon
Perchtoldsdorf ist, soweit es sich um das Leitungsnetz (Festnetz) handelt, aus historischen Gründen Teil der Netze von Wien. Das Stromleitungsnetz gehört zum Bereich der Wiener Netze, das Telefonleitungsnetz ist Teil des Netzes der Telekom (ehemaliges Postnetz). Diese Netze werden von allen Anbietern einschlägiger Leistungen genützt.
Gas
Das Gasleitungsnetz in Perchtoldsdorf gehört zur Energieversorgung Niederösterreich (EVN) und kann ebenfalls von allen Anbietern von Gaslieferungen genützt werden.

## Kultur und Sehenswürdigkeiten

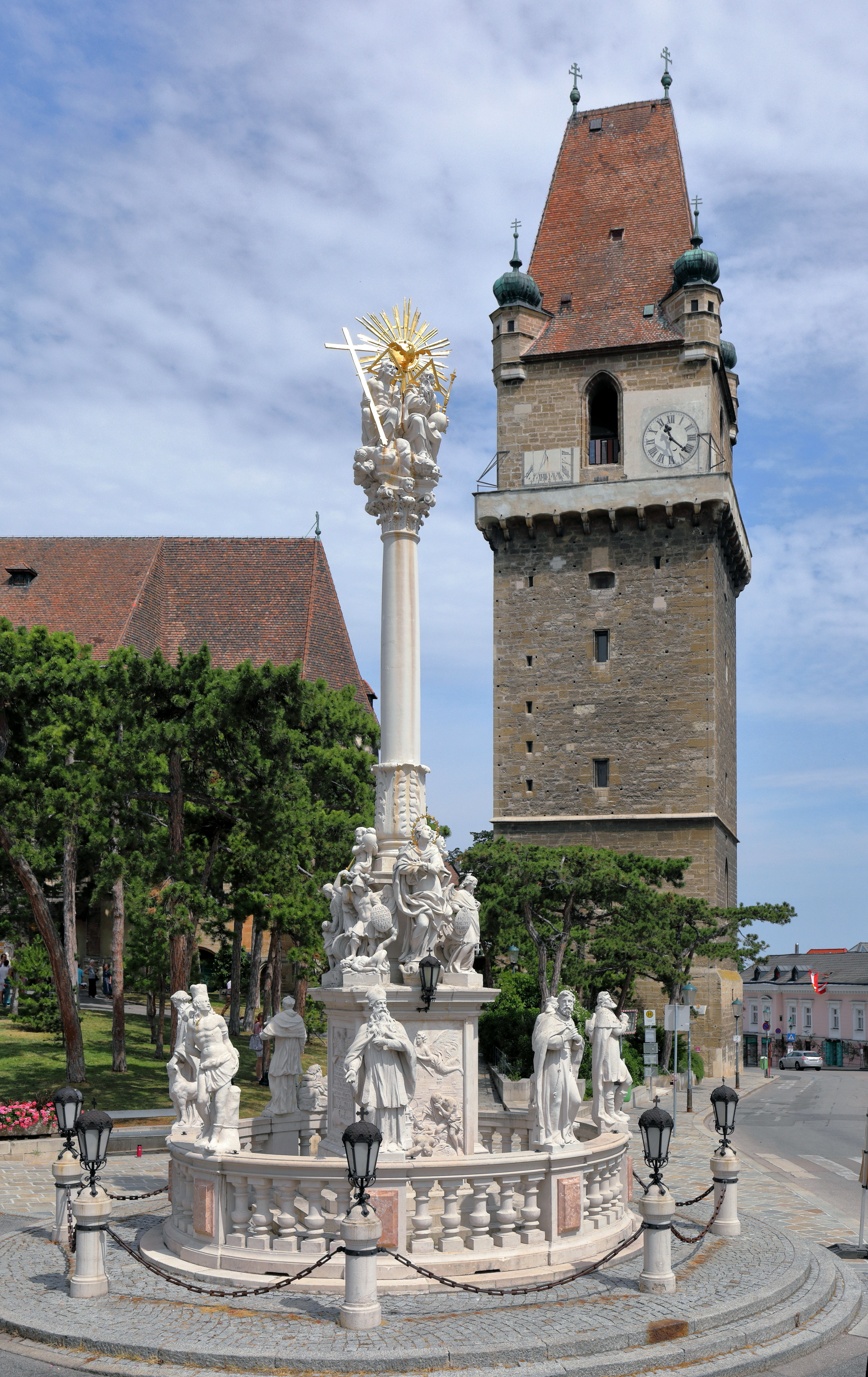
Dreifaltigkeitssäule mit Wehrturm im Hintergrund

### Sehenswürdigkeiten
Hauptsehenswürdigkeiten sind die zentral gelegene Burg, der teils mittelalterliche Marktplatz und der größte erhaltene Wehrturm Österreichs. Der Wehrturm dient zugleich als Kirchenglockenturm, jedoch besteht keine bauliche Verbindung zwischen Kirche und Turm.
- Wehrturm Perchtoldsdorf
- Pfarrkirche Perchtoldsdorf
- Spitalskirche Perchtoldsdorf
- Kulturzentrum Perchtoldsdorf
- Dreifaltigkeitssäule; eine barocke Pestsäule aus dem Anfang des 18. Jahrhunderts.
- Auferstehungssäule von Perchtoldsdorf; eine barocke Heilandssäule aus der Mitte des 18. Jahrhunderts. Dieses sakrale Bauwerk ist eines der wenigen erhaltenen Bauwerke der ehemaligen Wallfahrtsstätte „Leonhardiberg“.
- Am Perchtoldsdorfer Friedhof befinden sich unter anderem die Ehrengräber des Anatomen Josef Hyrtl und des Malers Hans Fronius. In der Pfarrkirche fand der bedeutende mittelalterliche Theologe, Universitätsprofessor und Geschichtsschreiber Thomas Ebendorfer (1388–1464) seine letzte Ruhestätte (Der Grabstein findet sich heute im Wehrturm in der Nikolauskapelle).[88]
- Kreuzweg Hochberg
- Das Haus Hauptplatz 20 war als „Melker Lesehof“ das Zentrum der Zehent- und anderer Rechte des Stiftes Melk im Gebiet von Perchtoldsdorf. Ab dem Jahr 1323 wurde dort eine Herberge für Stiftsangehörige geführt, 1380 erwarb das Stift das Gebäude, später noch den angrenzenden Hof „Im Holz“ (später Elisabethstraße 2). Die Anlage, zu der geräumige Weinkelleranlagen gehörten, wurde nach 1848 verkauft. Im Stiftsarchiv von Melk ist aus dem letzten Jahrzehnt des 15. Jahrhunderts eine Arbeitsunterlage für die Einbringung des Weinzehents erhalten, von der um 1600 eine deutsche Abschrift angefertigt wurde und die Flurnamen enthält, die auch noch in der Gegenwart verwendet werden: das Directorium novelli decimatoris bzw. Directorium eines neuen Lesemeisters.[89]
- Josefswarte und Kammersteinerhütte
- Burgruine Kammerstein

Seit 1976 finden im Juli jährlich die Sommerspiele Perchtoldsdorf im Burghof statt.

### Brauchtum
- Perchtoldsdorfer Hütereinzug: Weinfest am Samstag bis Montag nach dem Leonhardi-Tag (6. November), Dankprozession der Jungmänner der Weinbauernschaft, humoristisches Gstanzln-Singen am Marktplatz, mit 2010 in das Verzeichnis des Immateriellen Kulturerbes in Österreich aufgenommen.[90]
- Weißer Stein: Ein Felsstück oberhalb der Riede Hochrain im Waldrand im Südwesten des Ortes: Das Gestein wird regelmäßig von Buschwerk freigeschnitten und mit weißer Kalkfarbe bemalt. Es erinnert daran, dass dort im Jahr 1422 der Weinhüter Thomas von Brauereigehilfen niedergeschlagen wurde.[91] Er war danach von Weinhauern gerettet und gesund gepflegt worden, der Hütereinzug soll auch an diesen Vorfall erinnern.[92]
- Urbanikapelle: Diese Kapelle in den Weinrieden der Hagenau wurde am 22. September 1968 zu Ehren von St. Urban geweiht. Die Statue des Heiligen ist ein Werk der Bildhauerin Margarete Hanusch, das durch eine Spende der Atzgersdorfer Weinhauerin Magdalena Edelmoser aufgestellt werden konnte. Die Pläne zum Kapellenbau wurden von Paul Katzberger erstellt.[93][94][95]
- Termin des Fronleichnamsumzuges: Diese Prozession der katholischen Kirche findet in Perchtoldsdorf nicht am (in Österreich als Feiertag bestimmten) Fronleichnamstag statt, sondern erst am zweiten Sonntag danach. Sie wird auch „Umgang“ genannt. Der Perchtoldsdorfer Pfarrer Thomas Ebendorfer von Haselbach erwirkte 1452 in Rom bei Papst Nikolaus eine „Fronleichnamsbulle“, die den Teilnehmern an der Perchtoldsdorfer Fronleichnamsprozession einen Ablass gewährte. Der Papst nimmt in diesem Dokument auf den damals üblichen Termin ausdrücklich Bezug. Ursprünglich war die Abhaltung des Umgangs am unmittelbar darauffolgenden Sonntag vorgesehen, später wurde der Termin auf 10 Tage nach dem eigentlichen Feiertag verlegt.[96] Ein Zusammenhang mit einem kriegerischen Anlass besteht nicht. 1858 wird berichtet, dass beim Fronleichnamsumgang in Perchtoldsdorf fast 50.000 Besucher[97] verzeichnet wurden.

## Bildung
Perchtoldsdorf verfügt über gut ausgebaute Bildungseinrichtungen. Im Ort gibt es fünf Kindergärten, zwei Volksschulen, eine Neue Mittelschule, ein Gymnasium und eine Sonderschule sowie die Franz-Schmidt-Musikschule. 2019 wurde die Ferienbetreuung der Gemeinde von der NÖ Familienland GmbH ausgezeichnet.
- Bundesgymnasium und Bundesrealgymnasium Perchtoldsdorf

## Persönlichkeiten
Söhne und Töchter der Gemeinde (chronologisch geordnet)
- Georg Teibler (1854–1911), Bildnis-, Genre- und Historienmaler
- Friedrich Eckstein (1861–1939), Polyhistor, Literat, Mäzen und Theosoph
- Franz Siegel (1876–1927), Politiker
- Tilly Bébé (1879–1932), Dompteuse
- Alfred Merz (1880–1925), Meereskundler
- Eugen Margarétha (1885–1963), Jurist und Politiker
- Karl Heinrich Brunner (1887–1960), Architekt und Stadtplaner
- Karl Harberger (1896–1969), Architekt und Lokalpolitiker der FPÖ
- Franz Vesely (1898–1951), Politiker
- Maria Kramer (1906–1980), Schauspielerin
- Oswald Tschirtner (1920–2007), Künstler
- Harro Wödl (1927–1977), Segelflieger
- Peter Bochskanl (* 1940), Chefredakteur der Wiener Zeitung
- Brigitte Neumeister (1944–2013), Schauspielerin und Autorin
- Sebastian Frimmel (* 1995), Handballspieler
- Valentin Bontus (* 2001), Kite-Surfer, Olympiasieger

Personen mit Bezug zur Gemeinde
- Thomas Berlower (um 1421–1496), Geistlicher, Bischof von Konstanz, ab 1480 Pfarrer von Perchtoldsdorf
- Heinrich Berté (1857–1924), Komponist, Schöpfer der Operette „Das Dreimäderlhaus“, in Perchtoldsdorf verstorben
- Herbert Boeckl (1894–1966), Maler, lebte von 1930 bis 1935 in Perchtoldsdorf
- Alfred Böswald (1931–2018), deutscher Historiker und Kommunalpolitiker, Bürgermeister von Donauwörth, Ehrenbürger
- Hans Breuer (1870–1929), Sänger (Tenor) und Opernregisseur, in Perchtoldsdorf verstorben und beerdigt
- Sebastian Brunner (1814–1893), Geistlicher, Zeitungsgründer, 1839–1842 Kaplan in Perchtoldsdorf
- Albert Camesina (1806–1881), Grafiker und Altertumsforscher, Besitzer eines Landsitzes in Perchtoldsdorf
- Ludwig Derleth (1870–1948), Schriftsteller und Mystiker, lebte zwischen 1928 und 1935 in Perchtoldsdorf
- Thomas Ebendorfer (1388–1464), Geistlicher, Hochschullehrer, Autor, ab 1435 Pfarrer von Perchtoldsdorf
- Victor von Eckhardt (1864–1946), Maler, lebte ab 1904 in Perchtoldsdorf
- Wilfried Feichtinger (1950-2021), Gynäkologe und Reproduktionsmediziner, lebte und verstarb in Perchtoldsdorf, bestattet auf dem Ortsfriedhof
- Johann Fercher von Steinwand (1828–1902), Dichter, von 1862 bis 1879 in Perchtoldsdorf
- Franz Fröhlich (1823–1889), Architekt, zahlreiche Bauten in Perchtoldsdorf, bestattet auf dem Ortsfriedhof
- Hans Fronius (1903–1988), Maler, lebte ab 1961 in Perchtoldsdorf
- Pietro Giannone (1676–1748), neapolitanischer Jurist und Historiker, Sommergast bzw. tlw. exiliert in Perchtoldsdorf
- Christoph Willibald Gluck (1714–1787), Besitzer eines Sommeranwesens in Perchtoldsdorf
- Karl Gölsdorf (1861–1916), Lokomotivkonstrukteur, zahlreiche Sommerfrischeaufenthalte in der familieneigenen Villa
- Maria Grengg (1888–1963), Autorin, Malerin, Illustratorin, auf dem Perchtoldsdorfer Friedhof bestattet
- Jacques Hannak (1892–1973), Journalist und Schriftsteller, lebte bis 1934 in Perchtoldsdorf
- Eduard Heinl (1880–1957), Politiker, Minister für Handel und Wiederaufbau, lebte in Perchtoldsdorf
- Edmund von Hellmer (1850–1935), Bildhauer, in Perchtoldsdorf beerdigt
- Auguste Hyrtl (1818–1901), Schriftstellerin, lebte ab 1869 in Perchtoldsdorf
- Josef Hyrtl (1810–1894), Anatom, lebte ab 1869 in Perchtoldsdorf
- Ottokar Janetschek (1884–1963), Schriftsteller, lebte ab 1938 in Perchtoldsdorf
- Gerd-Klaus Kaltenbrunner (1939–2011), in Wien geborener Schriftsteller, Privatgelehrter und Philosoph, beigesetzt auf dem Friedhof Perchtoldsdorf
- Franz Kieslinger (1891–1955), Kunsthistoriker und -händler, beteiligt am NS-Kunstraub
- Herbert Alois Kraus (1911–2008), Journalist, Politiker
- Rudolf Kremayr (1905–1989), Verleger, Kunstsammler
- Karl Lehrmann (1887–1957), Architekt, Entwerfer des Perchtoldsdorfer Notgeldes 1920
- Siegfried Ludwig (1926–2013), Politiker, Landeshauptmann von Niederösterreich, Bürgermeister von Perchtoldsdorf
- Ernst Wolfram Marboe (1938–2012), Journalist, Autor, Regisseur und Landes-, Fernseh- und Programmintendant des ORF, in Perchtoldsdorf bestattet.
- Max Margules (1856–1920), Physiker und Meteorologe, in Perchtoldsdorf verstorben
- Rebecca De Mornay (* 1959), US-amerikanische Schauspielerin und Filmproduzentin, ging in Perchtoldsdorf in die Schule und war im 1993 hier gedrehten Spielfilm Die drei Musketiere zu sehen.[99]
- Carl Thomas Mozart (1784–1858), zweiter Sohn von Wolfgang Amadeus Mozart, Schulbesuch in Perchtoldsdorf
- Rudolf Nagiller (* 1943), Journalist, lebt in Perchtoldsdorf
- Julius Patzak (1898–1974), Kammersänger
- Felix Petyrek (1892–1951), Komponist und Pianist, in Perchtoldsdorf bestattet
- Johanna von Pfirt (1300–1351), residierte als Herzogswitwe ab 1332 in der Perchtoldsdorfer Burg
- Walter Pissecker (1929–1985), Autor und Journalist, lebte Jahrzehnte in Perchtoldsdorf und ist auch hier begraben
- Wolfgang Pissecker (* 1965), Schauspieler, Autor, Kabarettist, lebt seit seiner Geburt in Perchtoldsdorf
- Erwin Plevan (1925–2005), Architekt, wohnhaft und bestattet in Perchtoldsdorf
- Johann Siegmund Popowitsch (1705–1774), Sprach- und Naturforscher, verbrachte seine letzten Lebensjahre in Perchtoldsdorf
- Michael Powolny (1871–1954), Keramikdesigner und Bildhauer, ab 1942 in Perchtoldsdorf
- Robert Priebsch (1866–1935), Germanist, verstorben in Perchtoldsdorf
- Karl Prusik (1896–1961), Alpinist, Musikwissenschaftler, in Perchtoldsdorf verstorben
- Edwin Rambossek (* 1943), Politiker
- Ambros Rieder (1771–1855), Komponist und Organist, arbeitete von 1802 bis zu seinem Tod als Schullehrer, Organist und Chorleiter in Perchtoldsdorf
- Ferdinand Schirnböck (1859–1930), akademischer Maler und Kupferstecher, Gestalter von Banknoten und Briefmarken, gestorben in Perchtoldsdorf
- Franz Schmidt (1874–1939), Komponist, lebte von 1926 bis zu seinem Tod in Perchtoldsdorf

- Anthoni Schoonjans (1655–1726), ab 1695 Hofmaler in Wien, hatte seinen Alterssitz und Sterbeort in Perchtoldsdorf
- Max Schrems (1892–1944), Widerstandskämpfer gegen den Nationalsozialismus
- Franz Schuselka (1811–1886), Politiker, 1861–1865 Perchtoldsdorfer Landtagsabgeordneter
- Martin Schuster (Politiker) (* 1967), Politiker, war von 2001 bis 2021 Bürgermeister von Perchtoldsdorf
- Rudolf Schuster von Bonnott (1855–1930), Beamter, Bankier und Politiker, bestattet auf dem Perchtoldsdorfer Friedhof
- Alois Theodor Sonnleitner (1869–1939), Schriftsteller

- Leo von Spaur (um 1440–1479 oder 1480), ab 1466 Pfarrer von Perchtoldsdorf, 1471 erster katholischer Bischof von Wien
- Franz Steindachner (1834–1919), Zoologe, in Perchtoldsdorf wohnhaft und am Perchtoldsdorfer Friedhof beerdigt
- Clemens Steindl (* 1944), Präsident des Katholischen Familienverbandes Österreichs, von 1992 bis 1999 Gemeinderat in Perchtoldsdorf
- Rita Streich (1920–1987), deutsche Opernsängerin, bestattet in Perchtoldsdorf
- Georg Strnadt (1909–1980), Schriftsteller und Mundartdichter
- Karl Hans Strobl (1877–1946), österreichischer Schriftsteller, lebte ab 1916 in Perchtoldsdorf
- Michael Sturminger (* 1963), Regisseur und Autor, Intendant der Sommerspiele Perchtoldsdorf (2014 bis 2022)[100]
- Carl Teibler (1821–1895), Porträt- und Historienmaler, verstorben in Perchtoldsdorf
- Viktor Tilgner (1844–1896), Bildhauer, ab 1884 Hausbesitzer in Perchtoldsdorf
- Hermann von Trenkwald (1866–1942), Kunsthistoriker, gestorben in Perchtoldsdorf
- Josef Mathias von Trenkwald (1824–1897), Maler, gestorben in Perchtoldsdorf
- Gerhard Tötschinger (1946–2016), 1999 bis 2001 Intendant der Perchtoldsdorfer Sommerspiele
- Hans-Karl Uhl (1943–2020), Politiker, Gemeinderat in Perchtoldsdorf
- Franz Viehböck (* 1960), erster österreichischer Raumfahrer, lebte Jahrzehnte in Perchtoldsdorf
- Franziska Weisz (* 1980), Schauspielerin, besuchte in Perchtoldsdorf das Bundesrealgymnasium und machte hier ihre Matura
- Gisela Werbezirk (1875–1956), Schauspielerin, lebte 1913–1928 in einer Villa in Perchtoldsdorf
- Jürgen Wilke (1928–2016), 1981–1996 Intendant der Perchtoldsdorfer Sommerspiele
- Hugo Wolf (1860–1903), Komponist und Musikkritiker, lebte zeitweise in den Wintermonaten in Perchtoldsdorf

## Bilder und historische Landkarten

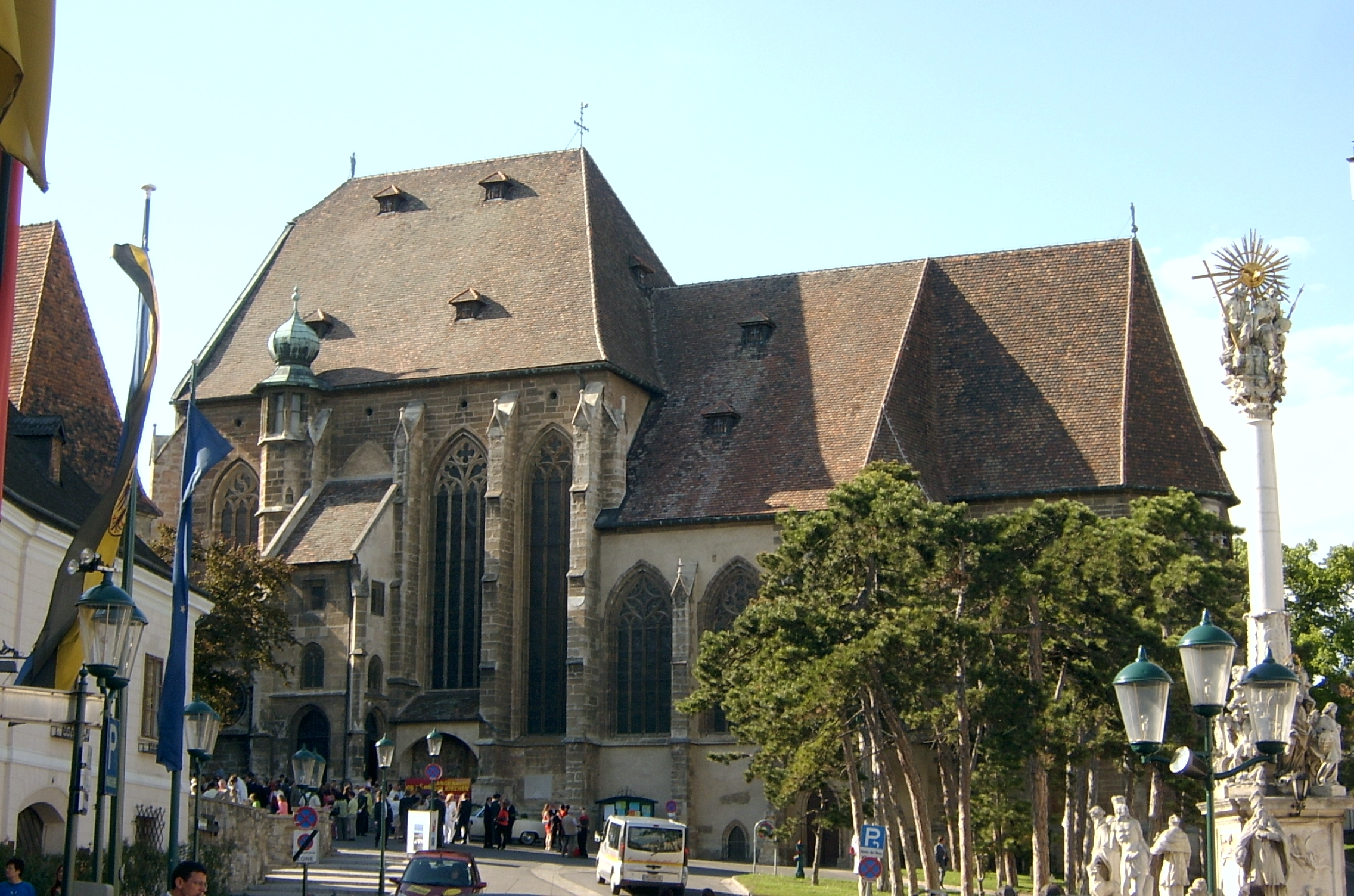
Südansicht der Pfarrkirche St. Augustin; ganz rechts die Dreifaltigkeits-(Pest-)Säule
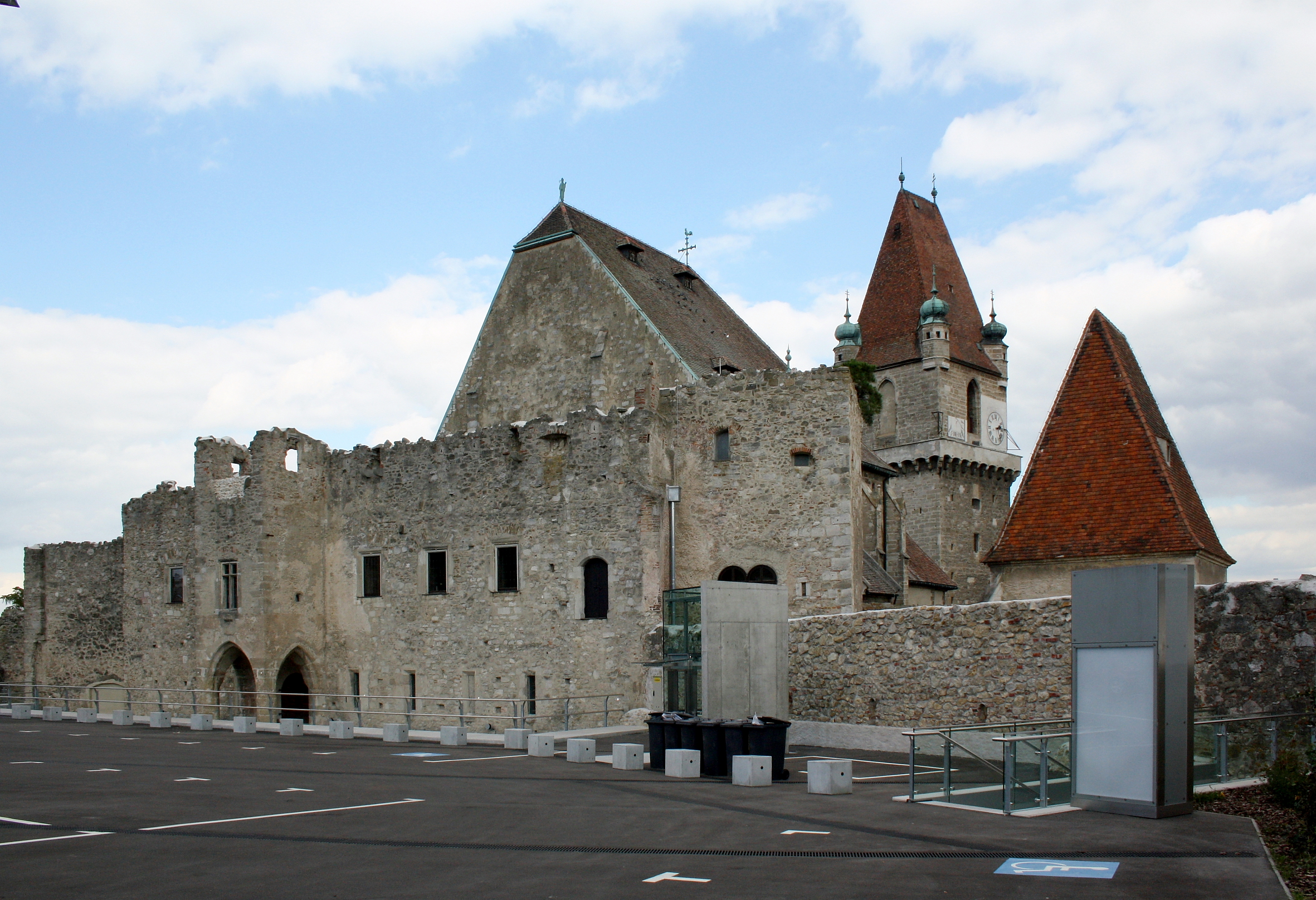
Im Vordergrund die Burgmauer, dahinter das Dach der Pfarrkirche, leicht rechts der Wehrturm und ganz rechts das Dach der Martinskapelle
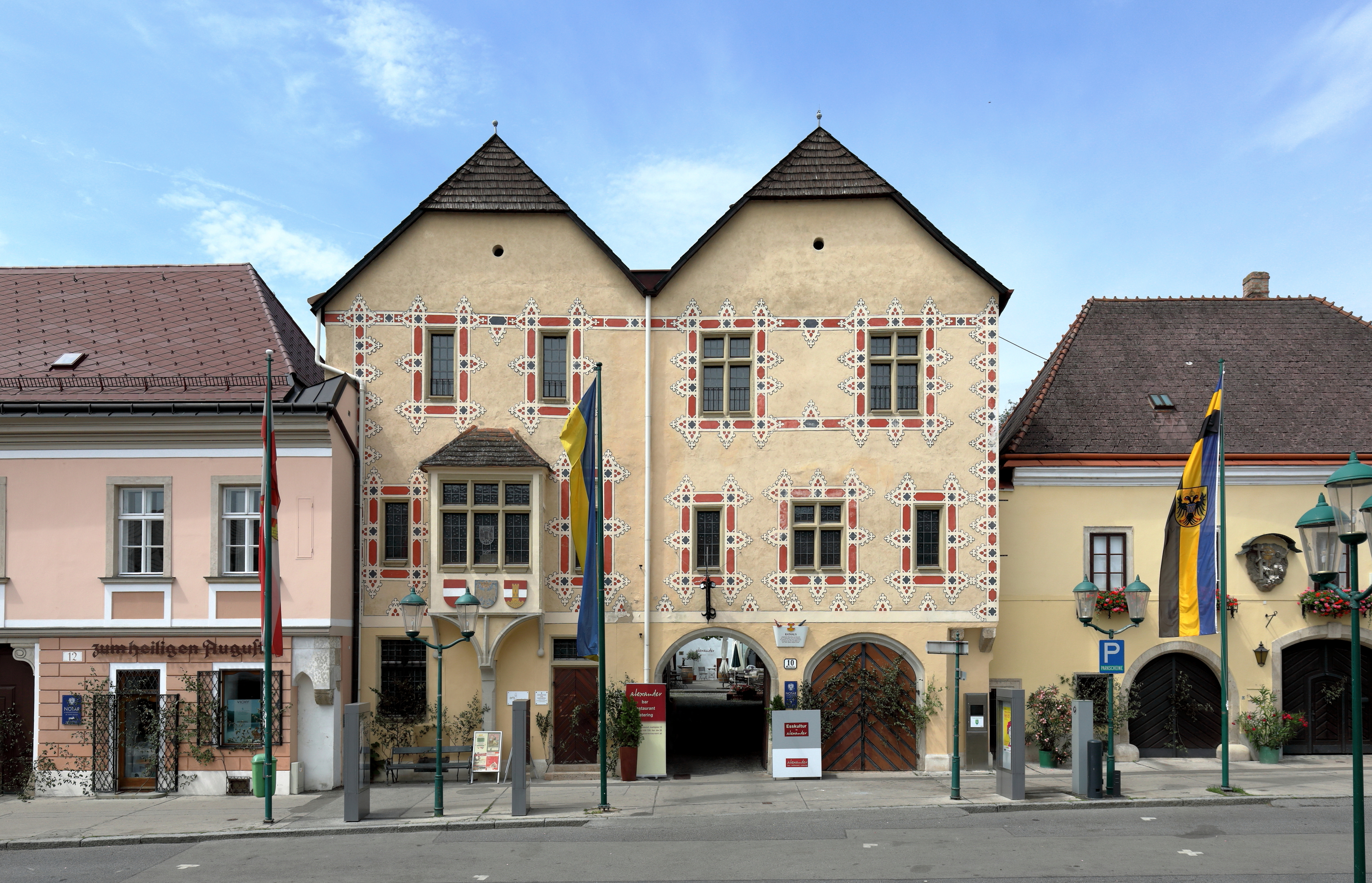
Das Rathaus in Perchtoldsdorf
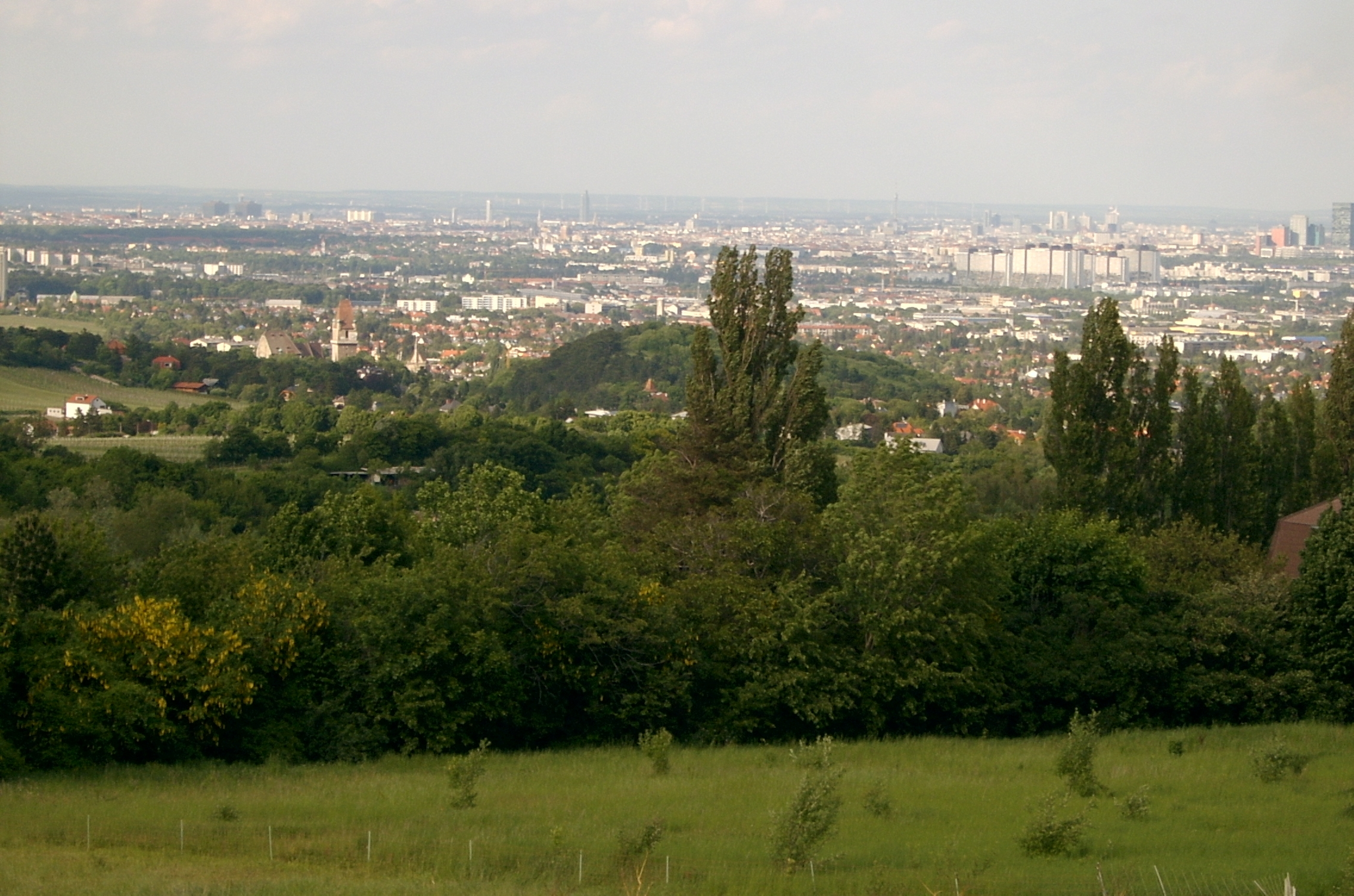
Blick auf Wien, Perchtoldsdorf im Vordergrund
Perchtoldsdorf um 1755 (Mitte unten)
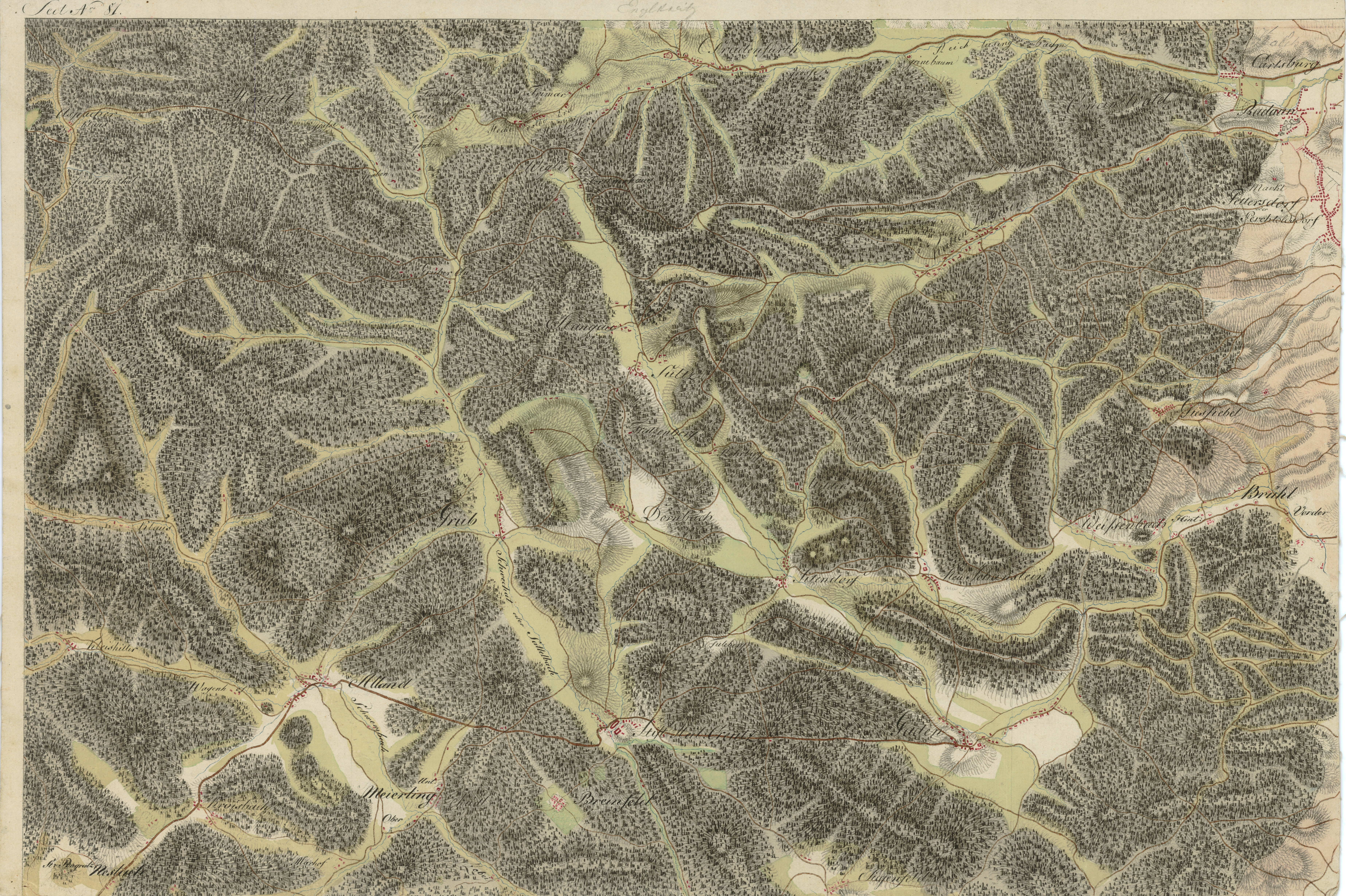
Perchtoldsdorf (Pettersdorf, rechts oben) und der Wienerwald im Westen des Ortes, um 1780 (Josephinische Landesaufnahme)
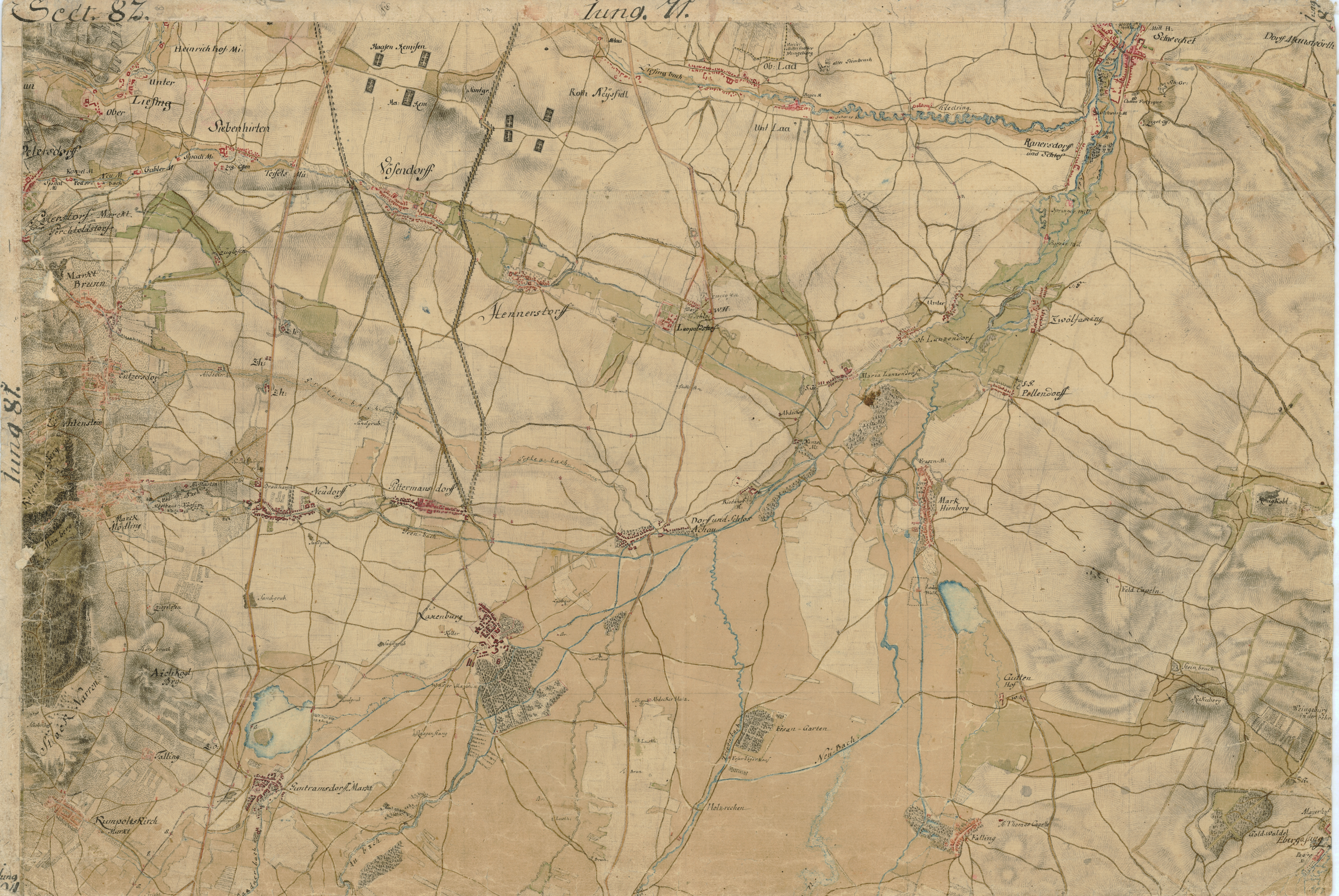
Der Osten von Perchtoldsdorf (links oben) mit den Mühlen am Petersbach um 1790
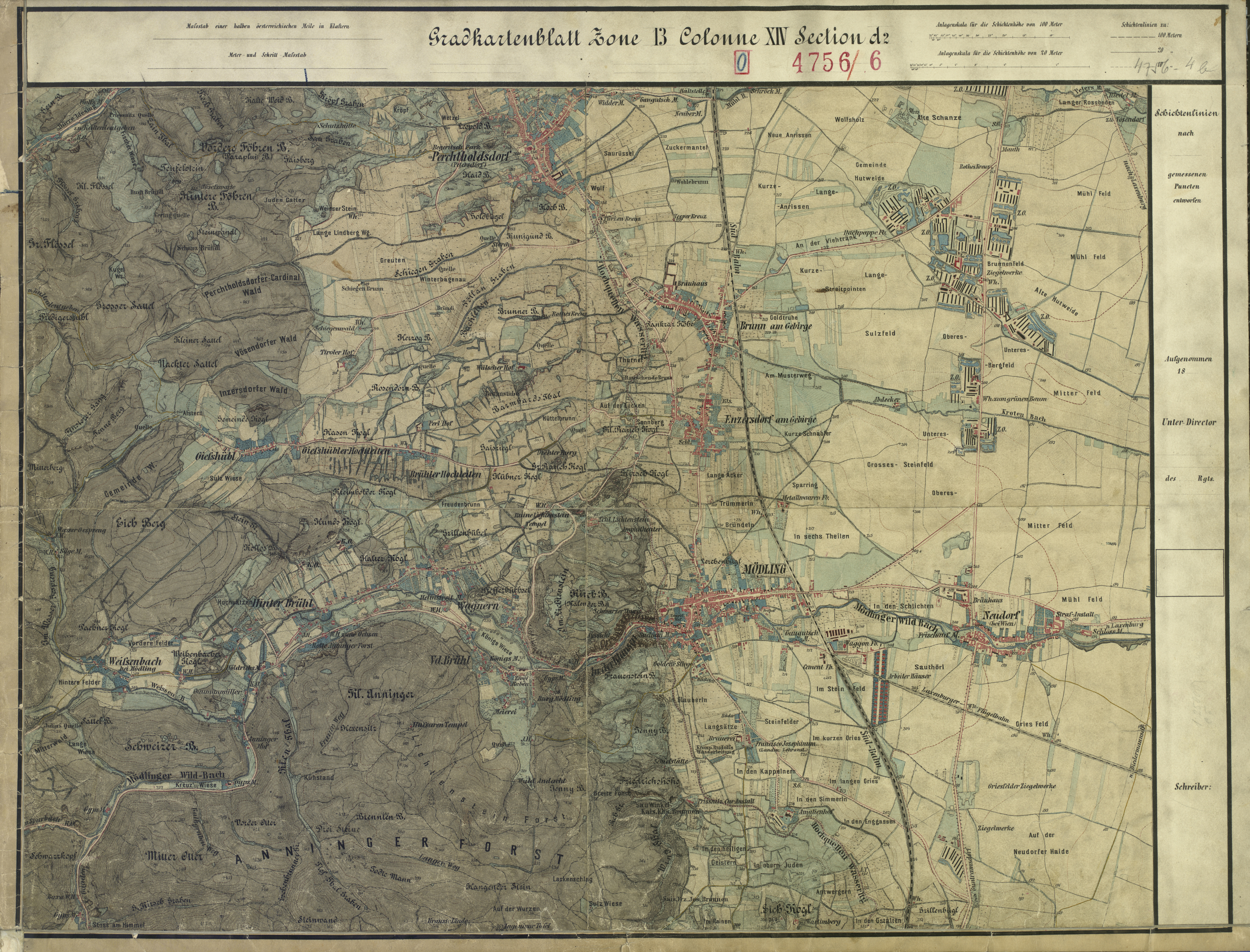
Perchtholdsdorf oder Petersdorf und südliche Umgebung um 1872 im Aufnahmeblatt der Landesaufnahme
Der Norden von Perchtoldsdorf um 1872 (Sonnberg, Hochstraße, Sossen und Tryhel, Wiener Straße)
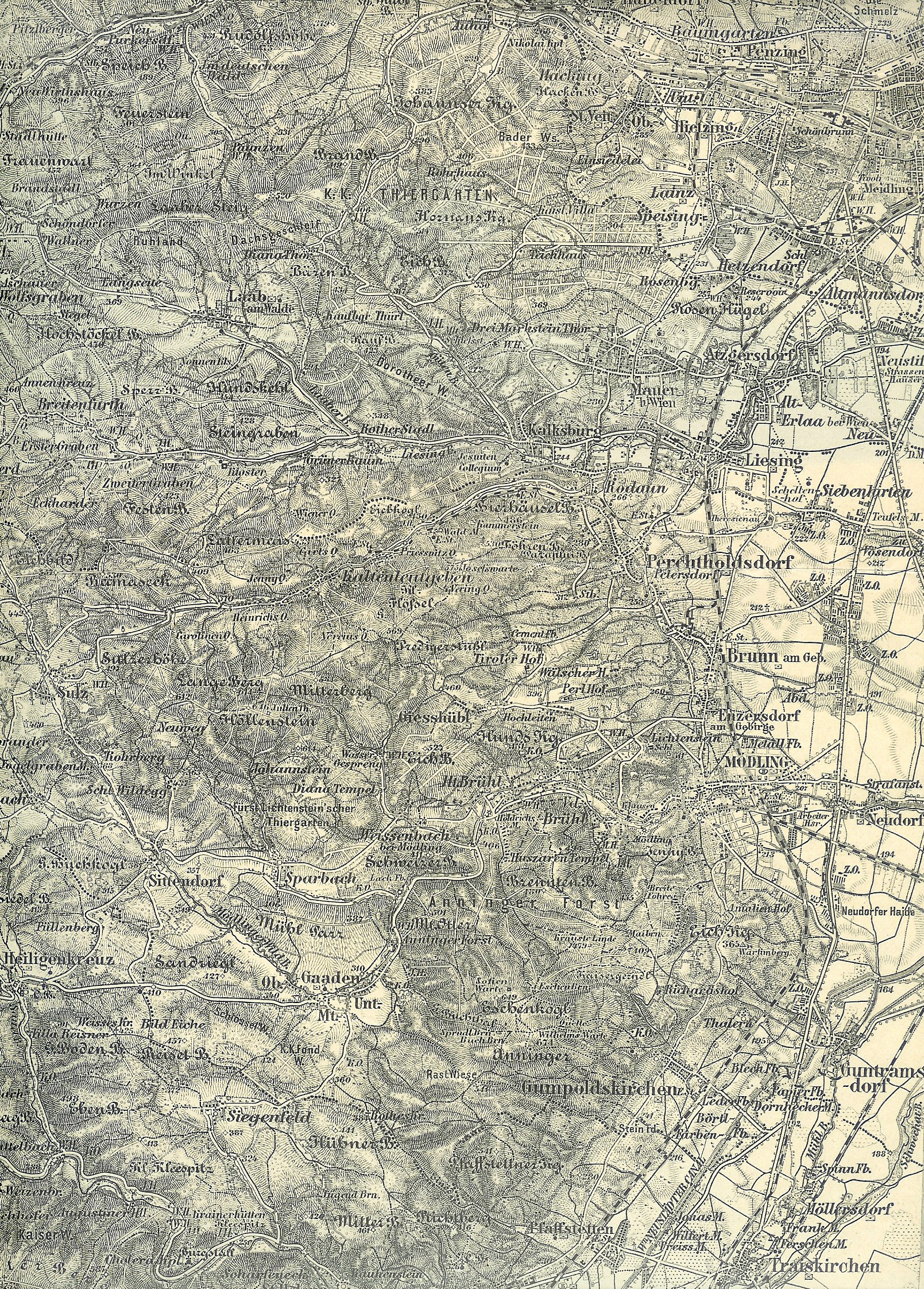
Die Südbahn und ihre Nebenbahnen sind um 1900 die dominanten Verkehrslinien der Gemeinde.